# Angra do Heroísmo

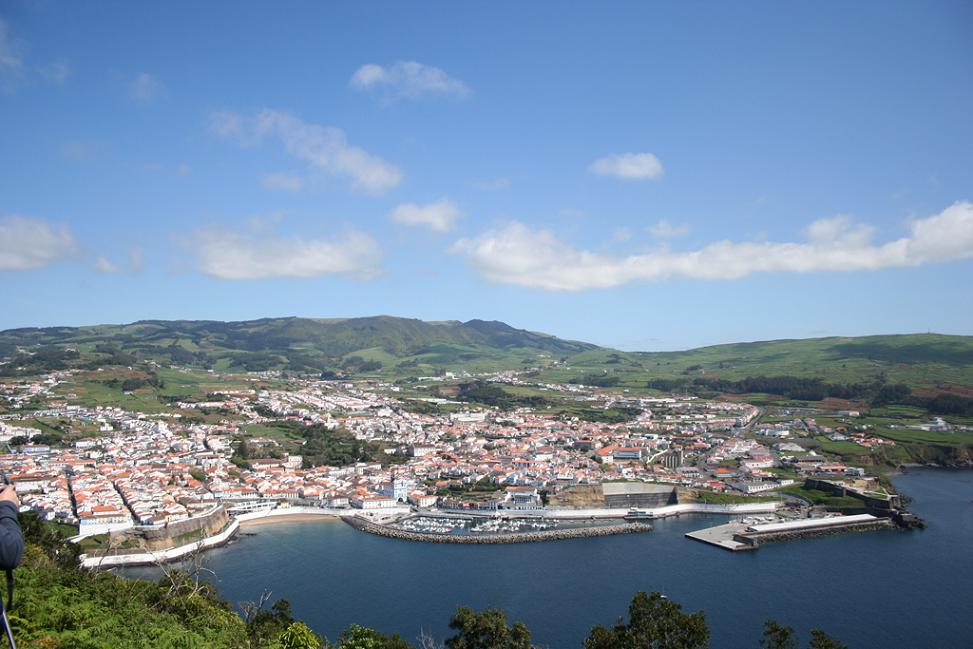
A cidade de Angra do Heroísmo e a sua baía.

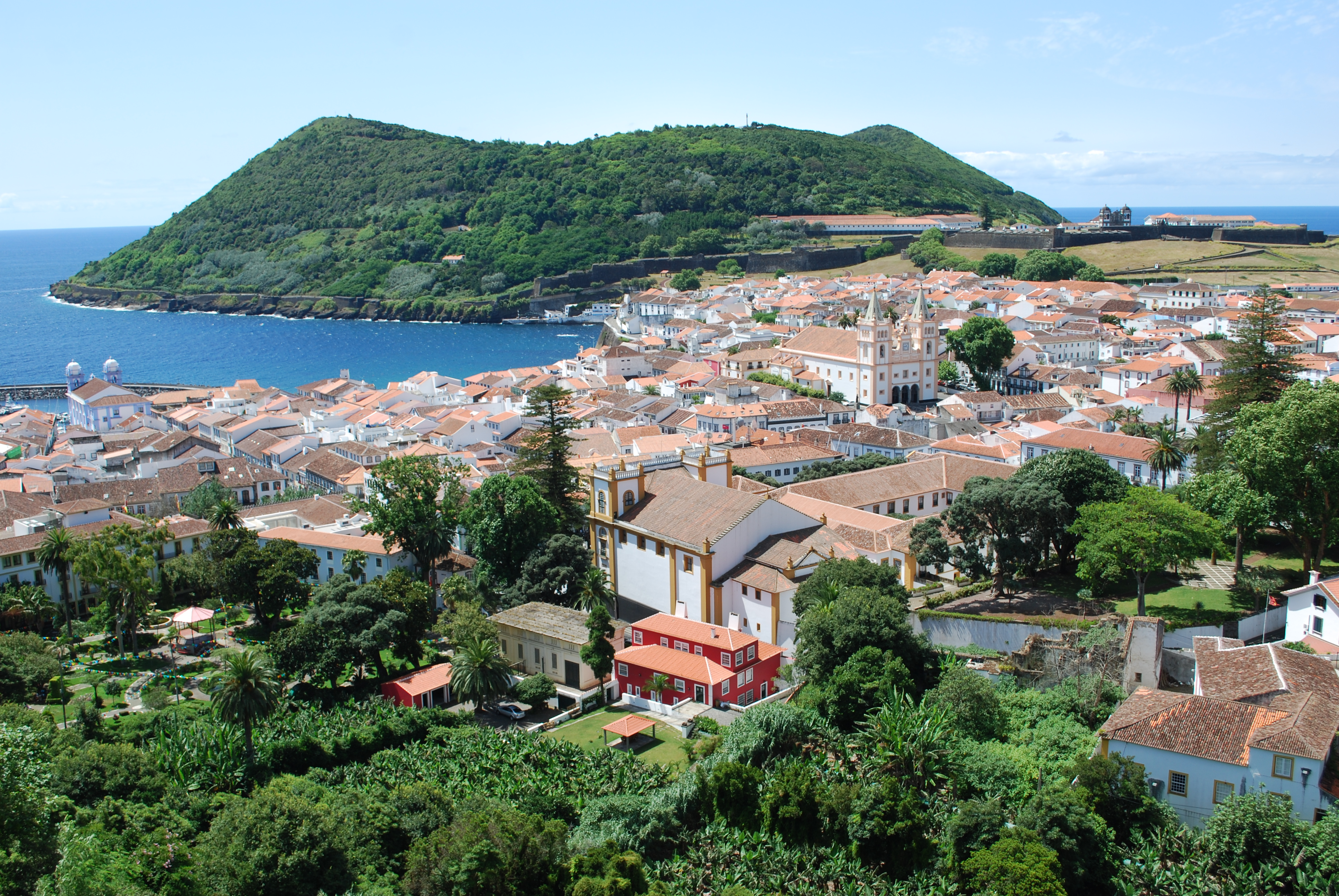
Vista geral de Angra do Heroísmo.

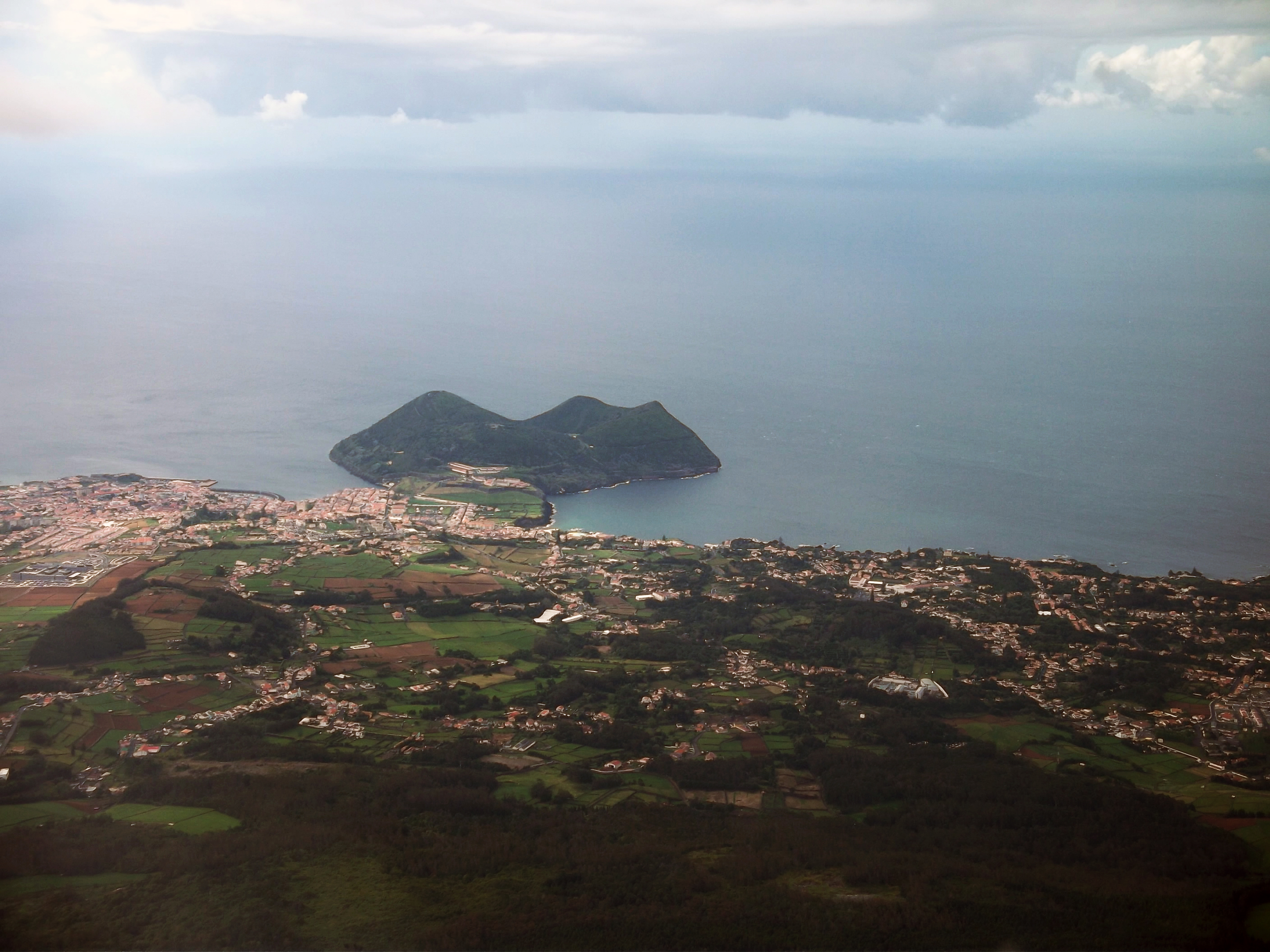
Vista aérea parcial de Angra do Heroísmo e seus arredores.

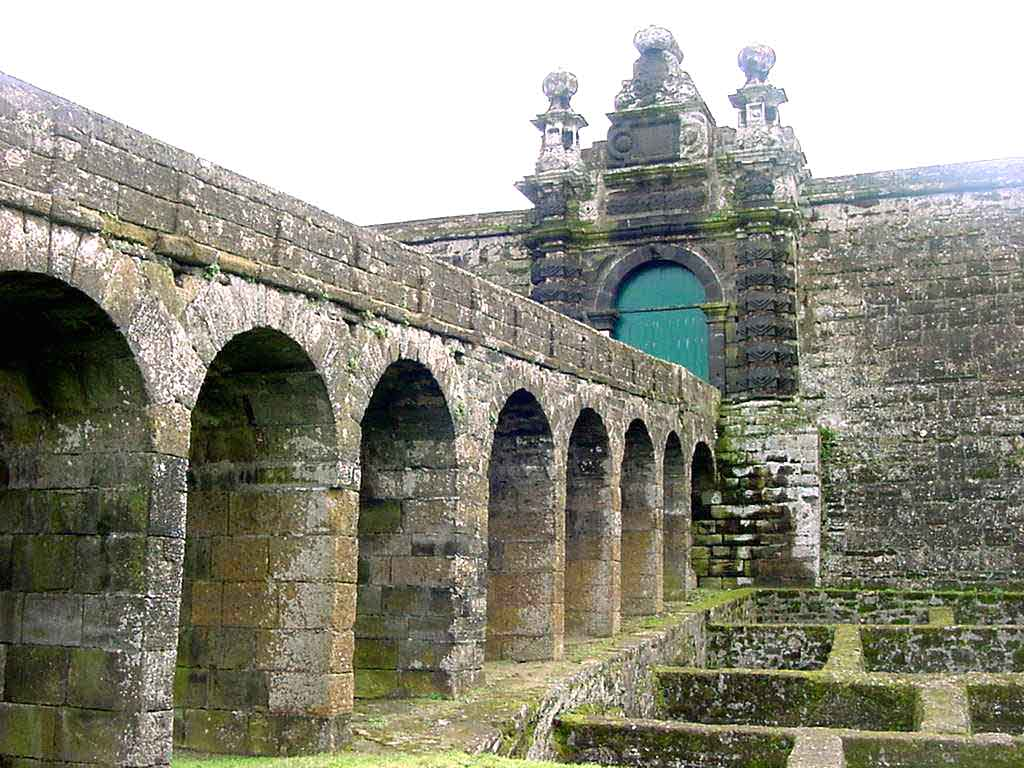
Fortaleza de São João Baptista, Angra do Heroísmo: Portão de Armas.

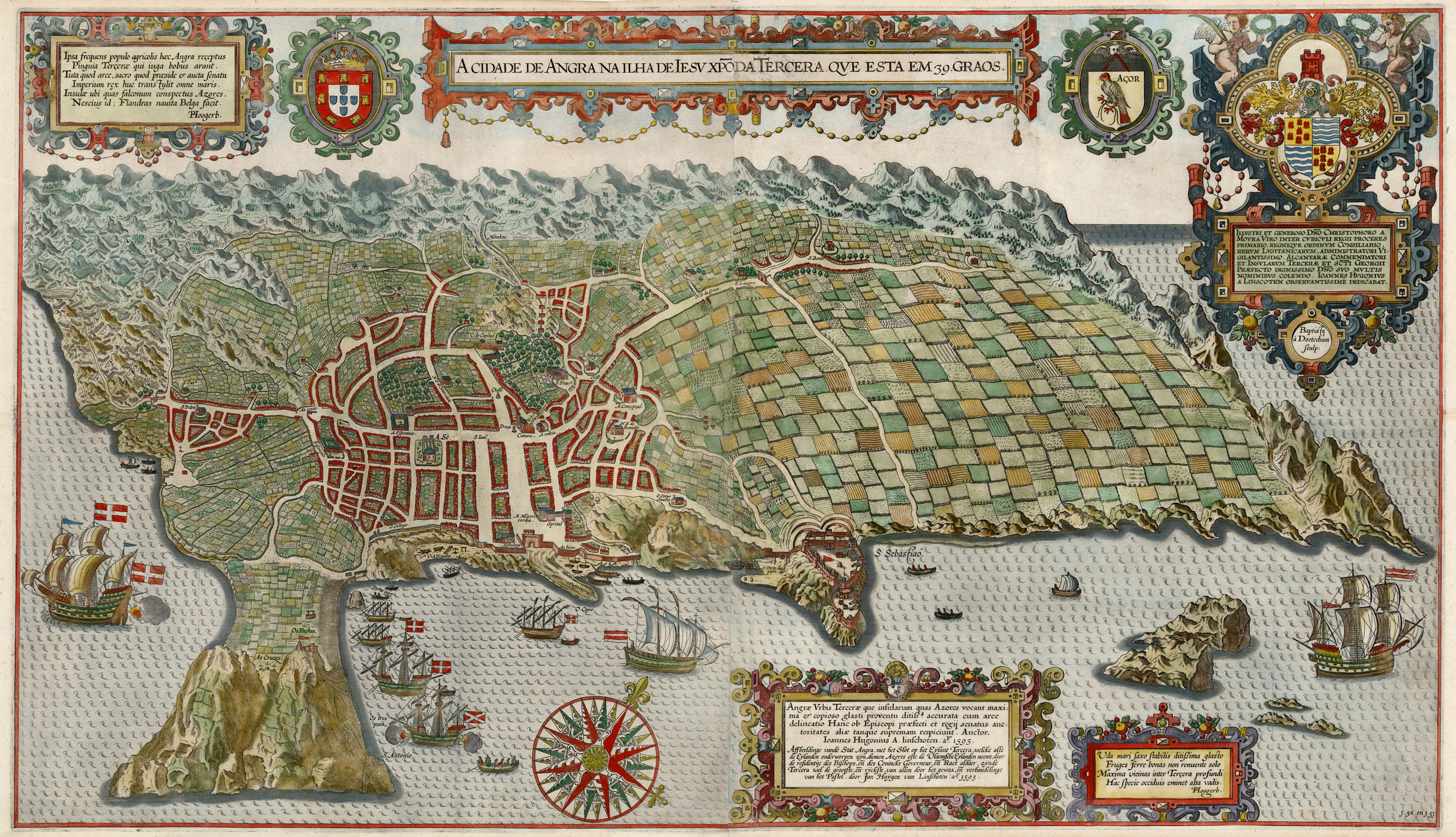
"A Cidade de Angra na Ilha de Jesus Cristo da Terceira…" (Jan Huygen van Linschoten, 1596).

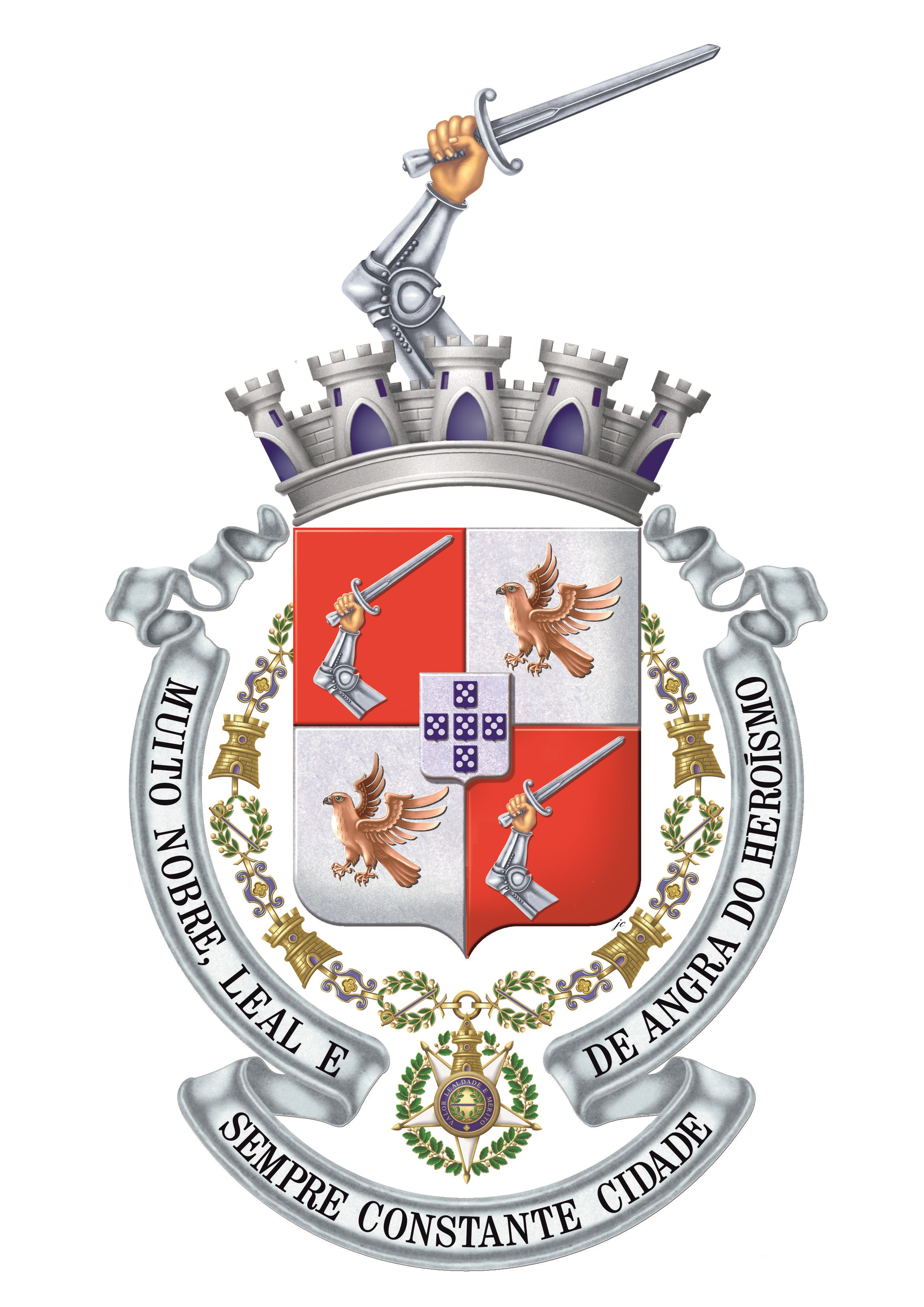
Armas antigas de Angra do Heroísmo (1941-2013).

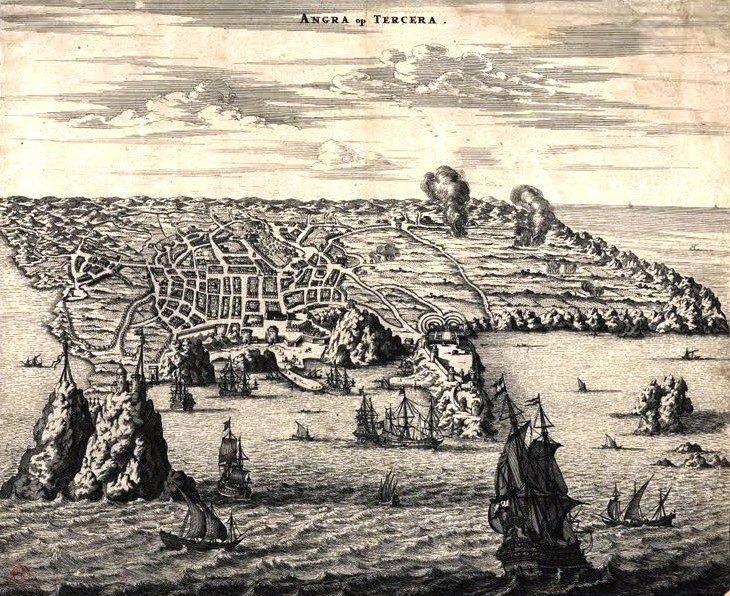
"Angra op Tercera" (Jacob van Meurs, 1671).

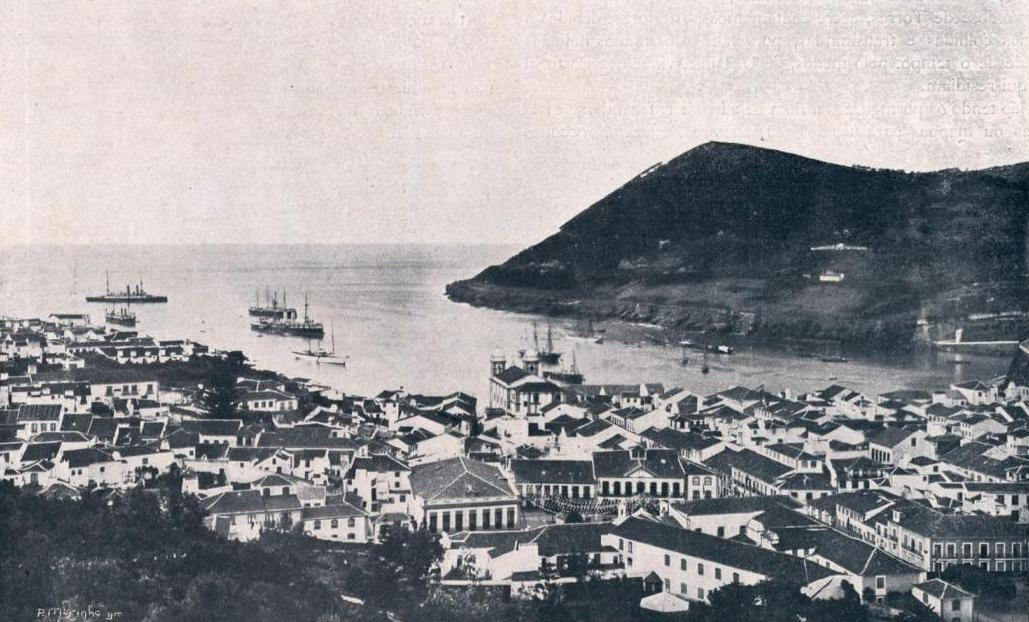
"Ilha Terceira - Porto e cidade de Angra do Heroísmo" (Álbum Açoriano, 1903).

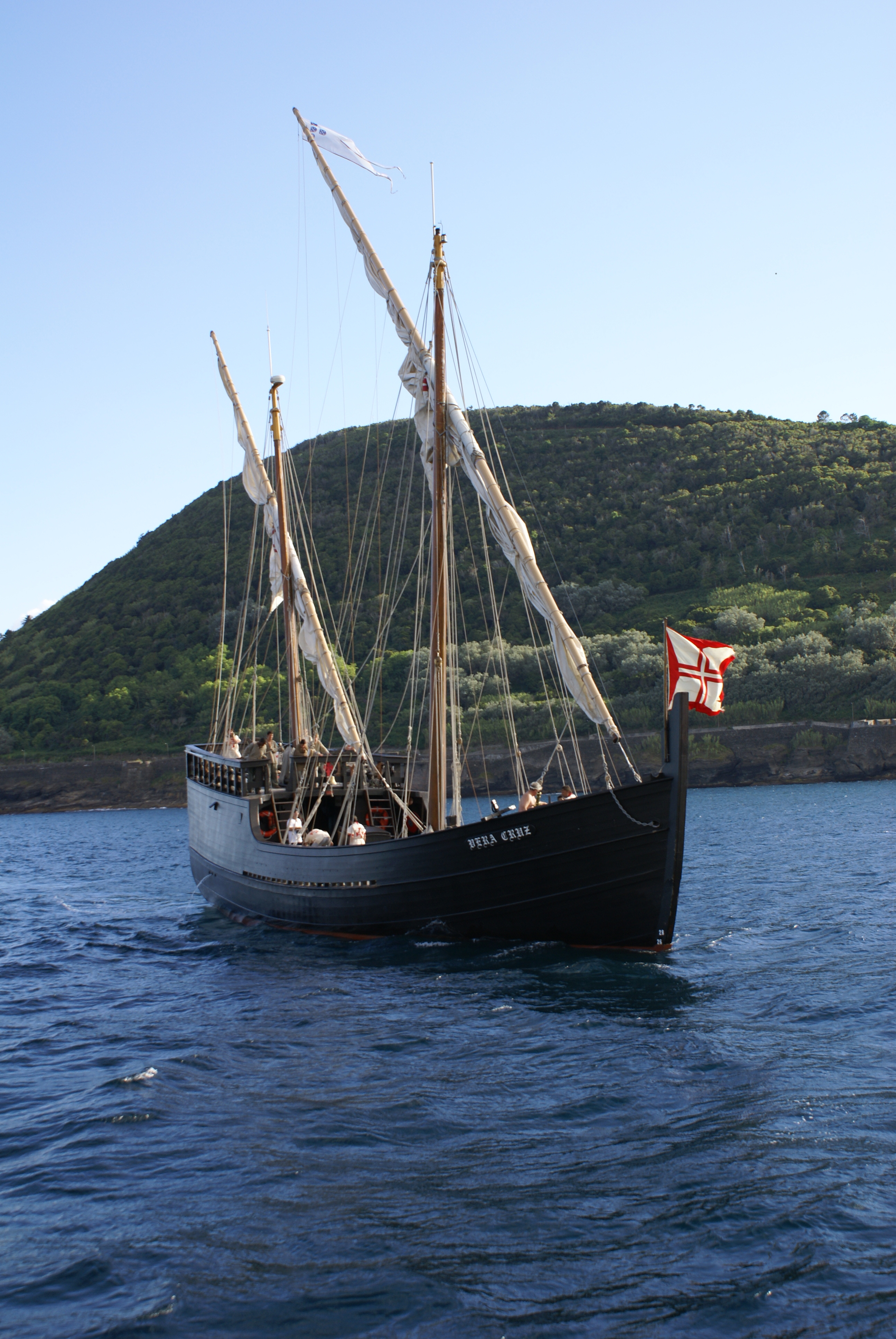
A caravela vera Cruz a entrar no Porto de Pipas durante as festas Sanjoaninas de 2008.

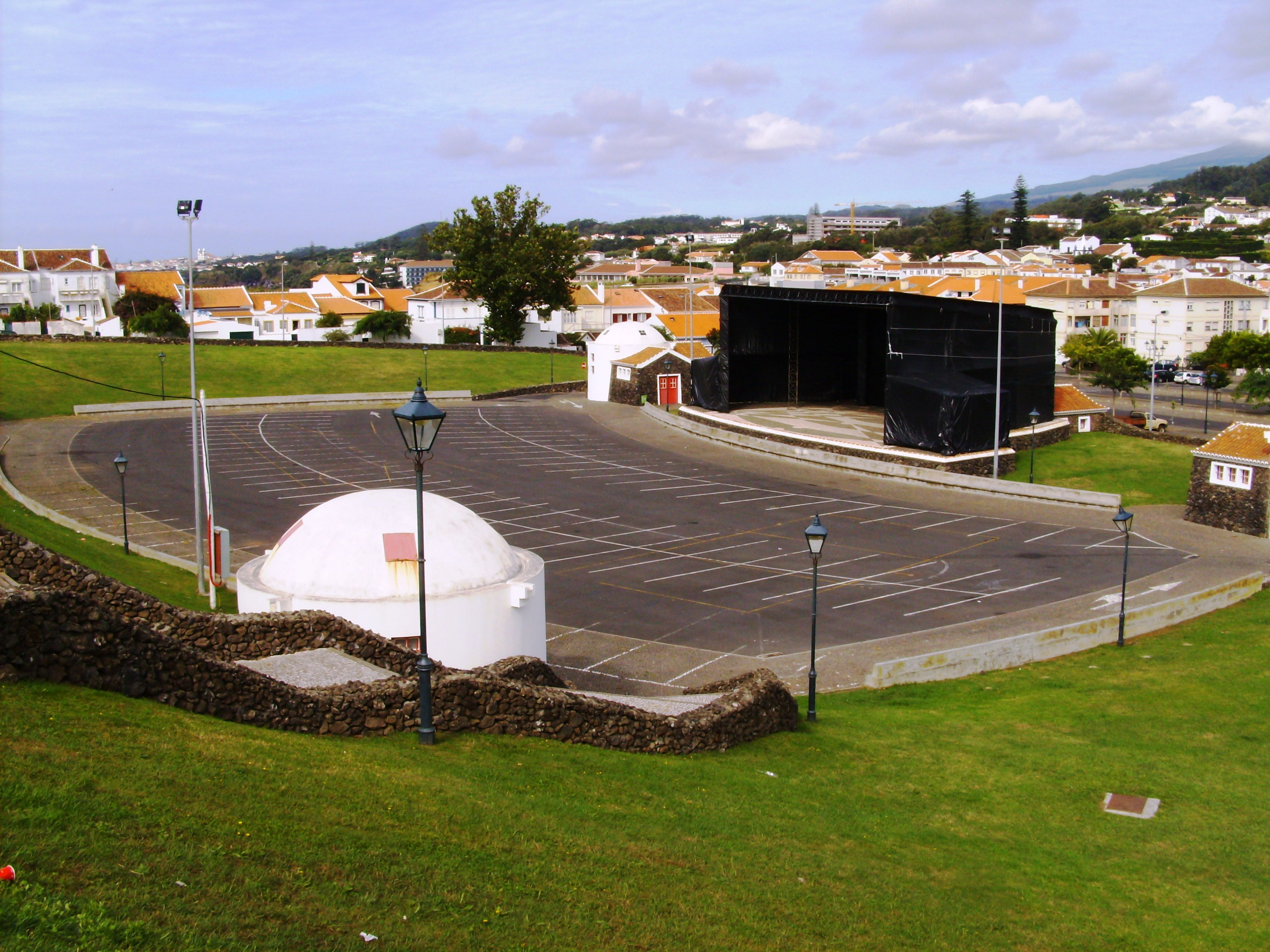
Cerrado do Bailão, palco de eventos ao ar livre em Angra.

Angra do Heroísmo GCTE é uma cidade açoriana localizada na costa sul da ilha Terceira, com 7953 habitantes, sede do Município de Angra do Heroísmo com 239 km² de área e 33 799 habitantes (2021), subdividido em 19 freguesias. O município é limitado a nordeste pelo município da Praia da Vitória, sendo banhado pelo Oceano Atlântico em todas as demais direções. A cidade é a capital histórica (eclesiástica) dos Açores e sede da diocese de Angra, a qual inclui a totalidade do arquipélago. A riqueza da sua história e património edificado levou a que a Zona Central da Cidade de Angra do Heroísmo fosse classificada como Património Mundial pela UNESCO a 7 de Dezembro de 1983. A cidade é sede do Regimento de Guarnição n.º 1, uma das mais antigas unidades militares portuguesas.

## História
O local escolhido pelos primeiros povoadores foi uma crista de colinas, que se abria, em anfiteatro, sobre duas baías, separadas pelo vulcão extinto do Monte Brasil. Uma delas, a denominada "angra", tinha profundidade para a ancoragem de embarcações de maior tonelagem, as naus. Tinha como vantagem a proteção de todos os ventos, exceto os de Sudeste.
As primeiras habitações foram erguidas na encosta sobre essa angra, em ruas íngremes de traçado tortuoso dominadas por um outeiro. Neste, pelo lado de terra, distante do mar, foi iniciado um castelo com a função de defesa, à semelhança do urbanismo medieval europeu: o chamado Castelo dos Moinhos.
Por carta passada pela Infanta Dna. Beatriz em 2 de abril de 1474, a capitania de Angra foi doada a Álvaro Martins Homem, que ao tomar posse dela deu início aos trabalhos da chamada Ribeira dos Moinhos, aproveitando a forças de suas águas e lançando as bases para o futuro desenvolvimento económico da povoação. A partir da proteção propiciada pelo Castelo dos Moinhos (atual Alto da Memória), o casario acompanhou a Ribeira dos Moinhos até à baía, primitivamente por ruas e vielas sinuosas – ruas do Pisão, da Garoupinha, de Santo Espírito, das Alcaçarias – cuja toponímia conservou a memória de suas actividades económicas. Martins Homem deu início à chamada Casa do Capitão, posteriormente acrescentada por João Vaz Corte Real, que também procedeu à canalização da Ribeira, à construção do primitivo Cais da Alfândega, da muralha defensiva da baía de Angra e do Hospital de Santo Espírito.
Ao mesmo tempo, liberava a área do vale para que, de acordo com os princípios do urbanismo do Renascimento, pudessem ser abertas ruas obedecendo a um plano ortogonal, organizadas por funções, de acordo com as necessidades do porto que crescia com rapidez. Nesse plano ortogonal serão abertas as ruas da Sé e Direita, ligando os principais elementos da cidade: o porto e a casa do capitão nos extremos do braço menor, os celeiros do Alto das Covas e a Câmara Municipal nos do braço maior. Ao longo do século XVI a cidade crescerá até ao Alto das Covas e a São Gonçalo, embora com ruas de traçado mais irregular.
Desse modo, em poucos anos, desde 1478, a povoação fora elevada à categoria de vila e, em 1534, ainda no contexto dos Descobrimentos, foi a primeira do arquipélago a ser elevada à condição de cidade. No mesmo ano, foi escolhida pelo Papa Paulo III, pela bula Æquum reputamus, para sede da Diocese de Angra, com jurisdição sobre todas as ilhas do arquipélago dos Açores.
As razões para esse vigoroso progresso deveram-se à importância do seu porto como escala da chamada Carreira da Índia, centrado na prestação de serviços de reabastecimento e reaparelhamento das embarcações carregadas de mercadorias e de valores. Por essa razão desde as primeiras décadas do século XVI aqui foi instalada a Provedoria das Armadas, com essa função e a de apoiar a chamada Armada das ilhas. Posteriormente, no contexto da Dinastia Filipina, a estes vieram justar-se os galeões espanhóis carregados de ouro e prata, oriundos das Índias Ocidentais, numa rota que se estendia de Cartagena das Índias, passava por Porto Rico e por Angra, e alcançava Sevilha. Para apoiar essas fainas, foram implantados os primeiros estaleiros navais, na Prainha e no Porto das Pipas, e as fortificações que fecham a baía: o chamado Castelo de São Sebastião e o de São João Baptista.
A cidade, mais de uma vez, teve parte ativa na história de Portugal: à época da Crise de sucessão de 1580 resistiu ao domínio Castelhano, apoiando António I de Portugal que aqui estabeleceu o seu governo, de 5 de Agosto de 1580 a 6 de Agosto de 1582. O modo como expulsou os espanhóis entrincheirados na fortaleza do Monte Brasil em 1641 valeu-lhe o título de "Sempre leal cidade", outorgado por João IV de Portugal.
Posteriormente, aqui esteve Afonso VI de Portugal, detido nas dependências da fortaleza do Monte Brasil, de 21 de Junho de 1669 a 30 de Agosto de 1684.
Posteriormente Angra constitui-se na capital da Província dos Açores, sede do Governo-geral e em residência dos Capitães-generais, por Decreto de 30 de Agosto de 1766, funções que desempenhou até 1832. Foi sede da Academia Militar, de 1810 a 1832.
No século XIX, Angra constitui-se em centro e alma do movimento liberal em Portugal. Tendo abraçado a causa constitucional, aqui se estabeleceu em 1828 a Junta Provisória, em nome de Maria II de Portugal. Foi nomeada capital do reino por Decreto de 15 de Março de 1830. Aqui, no contexto da Guerra Civil Portuguesa (1828-1834), Pedro IV de Portugal organizou a expedição que levou ao desembarque do Mindelo e aqui promulgou alguns dos mais importantes decretos do novo regime, como o que criou novas atribuições às Câmaras Municipais, o que reorganizou o Exército Português, o que aboliu as Sisas e outros impostos, o que extinguiu os morgados e capelas, e o que promulgou a liberdade de ensino no país.
Em reconhecimento de tantos e tão destacados serviços, o Decreto de 12 de Janeiro de 1837 conferiu à cidade o título de "mui nobre, leal e sempre constante cidade de Angra do Heroísmo", e a Rainha D. Maria II de Portugal condecorou-a com a Grã-Cruz da Antiga e Muito Nobre Ordem Militar da Torre e Espada, do Valor, Lealdade e Mérito.
A cidade sempre teve forte tradição municipalista, e a sua Câmara Municipal foi a primeira do país a ser eleita, já em 1831, após a reforma administrativa do Constitucionalismo (Decreto de 27 de Novembro de 1830).
Em Angra encontraram refúgio Almeida Garrett, durante a Guerra Peninsular, e a rainha Maria II de Portugal entre 1830 e 1833, durante a Guerra Civil Portuguesa (1828-1834). Por aqui passou Charles Darwin, a bordo do "HMS Beagle", tendo aportado a 20 de Setembro de 1836. Darwin partiu daqui para a ilha de São Miguel em 23 de setembro, após fazer um passeio a cavalo pela ilha, onde entre vários locais visitou as Furnas do Enxofre, tendo na altura afirmado que a nível biológico "nada de interessa encontrar". Mais tarde, e reconhecendo o seu erro, pediu a vários cientistas, nomeadamente a Joseph Dalton Hooker, a Hewett Cottrell Watson e a Thomas Carew Hunt que lhe enviassem espécimes da flora endémica da Macaronésia e também amostras geológicas.

### Capitania-Geral dos Açores
A Capitania-Geral dos Açores foi uma estrutura de governo político, civil e militar criada pelos diplomas de 2 de Agosto de 1766, assinados pelo rei D. José I de Portugal, por proposta de Sebastião José de Carvalho e Melo, o marquês de Pombal, que os concebeu. Instituída numa conjuntura de crise fiscal, a instituição da capitania geral marcou uma profunda ruptura na história política e institucional dos Açores, ainda presente na auto-consciência açoriana. Com a chegada do primeiro capitãogeneral, D. Antão de Almada, foram introduzidas profundas alterações na estrutura do governo político e jurídico e, consequentemente, na rede de poderes restabelecida após o termo, em 1643, do domínio espanhol nos Açores.
Situada no centro do arquipélago, cidade e sede da Diocese de Angra desde 1534, Angra foi erguida à condição de capital dos Açores, ficando nela estabelecida a residência do capitão-general, nela se concentrando as principais instituições do governo, nomeadamente a Junta Criminal, a Junta da Fazenda e o comando militar, todas presididas pelo capitão-general.
A corregedoria que existia desde o século XVI foi reorganizada, recuperando-se a situação que existira efemeramente durante o reinado de D. João III de Portugal, com a divisão das ilhas em duas comarcas, as comarcas de Angra e de Ponta Delgada, ao tempo as únicas duas cidades do arquipélago. No plano judicial, foram nomeados juízes de fora para Angra e para as vilas mais importantes de cada ilha, já que Ponta Delgada tinha juiz de fora desde 1554.
As profundas reformas operadas incluíram também a alteração do sistema de escolha dos edis dos principais concelhos açorianos. Em vez dos tradicionais pelouros, que permitiam a manutenção do poder municipal no seio da oligarquia de cada sede de concelho, foi determinada a introdução do modelo das pautas elaboradas no Desembargo do Paço.
A reorganização da administração civil e das justiças foi acompanhada pela reorganização militar, a qual incluiu a extinção das ordenanças do pé de castelo, as milícias que forneciam as guarnições dos presídios de Angra, Ponta Delgada e Horta, sendo criado em seu lugar um corpo de infantaria de linha que seria designado por Regimento Insulano.
As linhas de actuação que deveriam nortear a acção do primeiro capitão-general, D. Antão de Almada, foram incluídas no alvará de lei e regimento de 2 de Agosto de 1766 e num documento intitulado Instrução particular […] para o seu governo secretissimo ou Instrucção Secretissima, com a mesma data. enquanto o alvará de lei e regimento define o enquadramento jurídico e institucional da Capitania-Geral e estabelece os princípios gerais que deviam nortear a acção governativa e o exercício do poder pelo Capitão-Geeral, a Instrucção Secretissima estabelecia as orientações políticas a seguir pelo Capitão-General no seu relacionamento com as populações e instituições açorianas e as concepções e os objectivos estabelecidos pela monarquia para as ilhas açorianas.
O objectivo geral da reforma era claramente afirmar a autoridade do centro político da monarquia sobre as instâncias periféricas de poder, que nas ilhas tinha tradicionalmente mantido uma autonomia que era vista com desconfiança pela Corte, e em espacial pelo então conde de Oeiras. Outro objectivo, igualmente importante em tempo de crise fiscal, era reduzir a fuga ao fisco e aumentar as receitas recolhidas pelo erário régio no arquipélago. Uma terceira ordem de razões prendia-se com o recrutamento militar, ao tempo fraudulentamente evitado por muitos jovens açorianos, e com a criação de um corpo militar, profissionalizado e da confiança régia, que substituísse os corpos milicianos que desde a Guerra do Castelo guarneciam as ilhas.
Apesar destes grandes objectivos e do poder incontestado da corte, as debilidades da monarquia num espaço periférico e isolado como os Açores continuaram a condicionar a vontade régia e as reformas ficaram aquém do esperado. Apesar de se ter estabelecido um controlo populacional e económico através da elaboração de mapas e de terem sido introduzidos novos impostos, a fuga ao recrutamento militar continuou, aparecendo a solução do embarque clandestino para as colónias britânicas na América do Norte, e a fuga aos impostos manteve-se e as fraudes fiscais continuaram a prejudicar a Fazenda Real. O sistemas das pautas régias a não atingiu os objectivos pretendidos, continuando as edilidades nas mãos do mesmo grupo social.
Após um largo intervalo sem Capitão-General nomeado, correspondente à viradeira, em 1799 a Capitania Geral foi refundada por iniciativa de D. Rodrigo de Sousa Coutinho e nomeado novo Capitão General.
A situação voltaria a sofrer profundas alterações em consequência da primeira invasão francesa de Portugal, da transferência da corte portuguesa para o Brasil em 1807 e do dealbar da Guerra Peninsular. Contudo, apesar de nessa ocasião as as ilhas terem indubitavelmente readquirido importância no panorama geopolítico do império colonial português, o seu estatuto permaneceu indefinido. Essa indefinição associada ao afastamento do poder régio no Brasil, favoreceu a autonomia dos Capitães-Generais e fez aumentar a contestação local ao modelo de governo assente na cidade de Angra.
Após a Revolução Liberal do Porto de Agosto de 1820, numa conjuntura política cada vez mais complexa e instável, a Capitania-Geral foi temporariamente extinta em 1822, por decisão das Cortes Gerais e Extraordinárias da Nação Portuguesa a pedido dos deputados eleitos pelas ilhas São Miguel e do Faial e Pico, mas restabelecida e reorganizada pelo rei, em 1823, perdurando até 1830, quando a regência do reino se fixou em Angra.

## Cimeira Atlântica
Entre 12 e 14 de dezembro de 1971 tiveram lugar em Angra do Heroísmo conversações entre o presidente norte-americano Richard Nixon e o presidente francês Georges Pompidou. Dessas conversações resultou um comunicado conjunto em que ambos governos procurariam uma solução para a crise monetária desencadeada pelo fim da convertibilidade do dólar norte-americano e o Choque Nixon que marcou o fim dos equilíbrios que haviam resultado dos Acordos de Bretton Woods. Esteve presente, como anfitrião, o Presidente do Conselho de Ministros português Marcelo Caetano.

## Títulos da cidade de Angra
- 1643 - Por Alvará de 2 de Abril, D. João IV de Portugal concede à cidade de Angra o título de "Mui nobre e leal", pela sua bravura durante a Guerra da Restauração;
- 1828 - Decreto (não revogado) de 28 de Outubro que declara Angra a Capital da Província dos Açores, com o seguinte preambulo: “Tendo sido esta cidade condecorada com o título de: Muito nobre e sempre leal cidade de Angra, pelos feitos heróicos praticados por seus fiéis habitantes na restauração de Portugal em 1641, e tendo outrossim estas ilhas sido declaradas adjacentes ao reino de Portugal por alvará de 26 de Fevereiro de 1771, e ultimamente (1828) contempladas como província do reino, §. 1.º, artigo 2.º, título 1.º da Carta Constitucional: há por bem esta Junta Provisória, encarregada de manter a legítima autoridade d'el-rei o Sr. D. Pedro IV, declarar em nome do mesmo Augusto Senhor, que todas as nove ilhas dos Açores são uma só e única província do reino, e que esta cidade de Angra é a capital da província dos Açores. As autoridades a quem competir assim o tenham entendido, cumpram e façam executar: e o Secretário dos Negócios Interinos faça dirigir cópia deste decreto às estações competentes e autoridades na forma do estilo. - Angra, 28 de Outubro de 1828. - Deocleciano Leão Cabreira. - João José da Cunha Ferraz. - José António da Silva Torres. - Referendado; Alexandre Martins Pamplona Corte Real.”
- 1830 - Por força do Decreto de 15 de Março - Angra é nomeada capital do Reino de Portugal.
- 1837 - Por Carta Régia, pelos serviços prestados durante a Guerra Civil, a cidade de Angra acrescenta aos seus títulos o de "Heroísmo" e de "Sempre Constante", tornando-se a "Mui Nobre, Leal e Sempre Constante Cidade de Angra do Heroísmo"; a sua Câmara Municipal é condecorada com a Grã-Cruz da Ordem Militar da Torre e Espada, Valor, Lealdade e Mérito, recebendo um novo brasão de armas;
- O Centro Histórico de Angra do Heroísmo encontra-se, desde 1983, classificado como Património Mundial pela UNESCO.

## População
| Nº de habitantes / Variação entre censos | Nº de habitantes / Variação entre censos | Nº de habitantes / Variação entre censos | Nº de habitantes / Variação entre censos | Nº de habitantes / Variação entre censos | Nº de habitantes / Variação entre censos | Nº de habitantes / Variação entre censos | Nº de habitantes / Variação entre censos | Nº de habitantes / Variação entre censos | Nº de habitantes / Variação entre censos | Nº de habitantes / Variação entre censos | Nº de habitantes / Variação entre censos | Nº de habitantes / Variação entre censos | Nº de habitantes / Variação entre censos | Nº de habitantes / Variação entre censos | Nº de habitantes / Variação entre censos | Nº de habitantes / Variação entre censos |
| ---------------------------------------- | ---------------------------------------- | ---------------------------------------- | ---------------------------------------- | ---------------------------------------- | ---------------------------------------- | ---------------------------------------- | ---------------------------------------- | ---------------------------------------- | ---------------------------------------- | ---------------------------------------- | ---------------------------------------- | ---------------------------------------- | ---------------------------------------- | ---------------------------------------- | ---------------------------------------- | ---------------------------------------- |
| 1864                                     | 1878                                     | 1890                                     | 1900                                     | 1911                                     | 1920                                     | 1930                                     | 1940                                     | 1950                                     | 1960                                     | 1970                                     | 1981                                     | 1991                                     | 2001                                     | 2011                                     | 2021                                     |                                          |
| 31300                                    | 31062                                    | 31982                                    | 33002                                    | 32301                                    | 31015                                    | 32828                                    | 35991                                    | 39208                                    | 43374                                    | 40231                                    | 32808                                    | 35270                                    | 35581                                    | 35402                                    | 33771                                    |                                          |
|                                          | -1%                                      | +3%                                      | +3%                                      | -2%                                      | -4%                                      | +6%                                      | +10%                                     | +9%                                      | +11%                                     | -7%                                      | -18%                                     | +8%                                      | +1%                                      | -1%                                      | -5%                                      |                                          |

Obs.: Número de habitantes "residentes", ou seja, que tinham a residência oficial neste concelho à data em que os censos  se realizaram.
| Número de habitantes por Grupo Etário | Número de habitantes por Grupo Etário | Número de habitantes por Grupo Etário | Número de habitantes por Grupo Etário | Número de habitantes por Grupo Etário | Número de habitantes por Grupo Etário | Número de habitantes por Grupo Etário | Número de habitantes por Grupo Etário | Número de habitantes por Grupo Etário | Número de habitantes por Grupo Etário | Número de habitantes por Grupo Etário | Número de habitantes por Grupo Etário | Número de habitantes por Grupo Etário | Número de habitantes por Grupo Etário |
| ------------------------------------- | ------------------------------------- | ------------------------------------- | ------------------------------------- | ------------------------------------- | ------------------------------------- | ------------------------------------- | ------------------------------------- | ------------------------------------- | ------------------------------------- | ------------------------------------- | ------------------------------------- | ------------------------------------- | ------------------------------------- |
|                                       | 1900                                  | 1911                                  | 1920                                  | 1930                                  | 1940                                  | 1950                                  | 1960                                  | 1970                                  | 1981                                  | 1991                                  | 2001                                  | 2011                                  | 2021                                  |
| 0-14 Anos                             | 10 513                                | 11 101                                | 10 438                                | 9 763                                 | 10 607                                | 10 825                                | 12 875                                | 11 345                                | S/ dados                              | 8 477                                 | 7 028                                 | 5 793                                 | 4 494                                 |
| 15-24 Anos                            | 6 050                                 | 5 291                                 | 5 259                                 | 6 112                                 | 6 946                                 | 6 906                                 | 6 679                                 | 6 650                                 | S/ dados                              | 5 384                                 | 5 621                                 | 4 693                                 | 3 762                                 |
| 25-64 Anos                            | 13 836                                | 13 196                                | 12 622                                | 14 123                                | 15 854                                | 18 341                                | 20 641                                | 17 985                                | S/ dados                              | 16 620                                | 17 853                                | 19 705                                | 19 004                                |
| = ou > 65 Anos                        | 2 831                                 | 2 809                                 | 2 797                                 | 2 528                                 | 2 695                                 | 3 122                                 | 3 179                                 | 3 485                                 | S/ dados                              | 4 789                                 | 5 079                                 | 5 211                                 | 6 511                                 |

De 1900 a 1950 os dados referem-se à população "de facto", ou seja, que estava presente no concelho à data em que os censos se realizaram. Daí que se registem algumas diferenças relativamente à designada população residente

## Museus e instituições culturais no concelho de Angra do Heroísmo

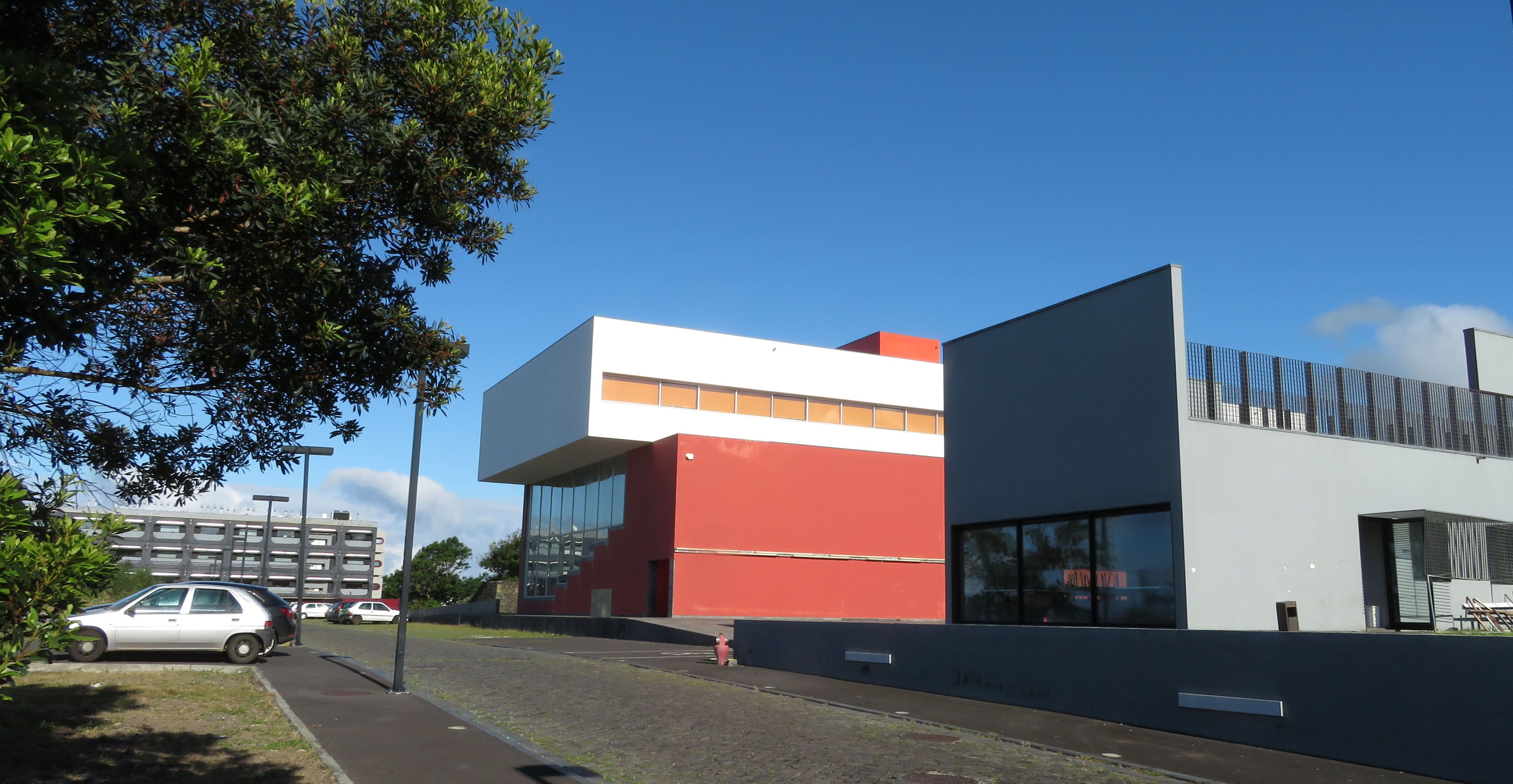
Campus da universidade

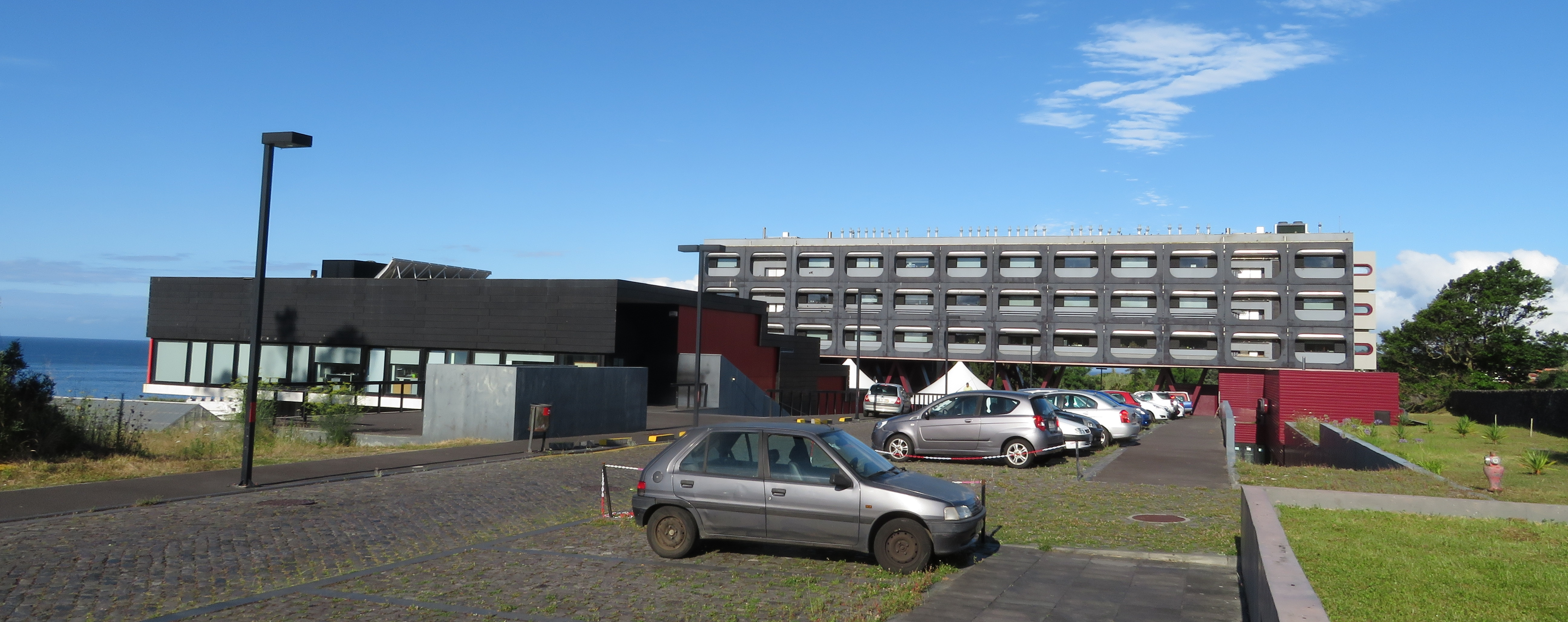
Campus da universidade

- Museu de Angra do Heroísmo, instalado no Convento de São Francisco de Angra, alberga a principal unidade museológica da ilha Terceira. As suas colecções pretendem mostrar uma panorâmica da história da cidade e da ilha, das relações com as outras ilhas do arquipélago e o espaço mais alargado criado pelo tráfego internacional do século XV e do século XVII.

Este museu apresenta três exposições permanentes: Pintura açoriana sobre madeira do século XVI e XVII, “Memórias de um Edifício” e uma bateria de artilharia Schneider–Canet, vinda para os Açores durante a 1ª Grande Guerra, sendo um exemplar único no mundo.
- Casa Museu Francisco Ernesto de Oliveira Martins – Espaço museológico propriedade do colecionador de antiguidades Francisco Oliveira Martins, Possui uma vasta coleção de mobiliário, imagens, porcelanas, pratas, e marfins, pinturas, livros, moedas e colchas regionais.
- Museu Vulcanoespeleológico – Reúne uma colecção de materiais vulcânicos recolhidos pela Sociedade de Exploração Espeleológica "Os Montanheiros", em grutas e túneis vulcânicos. Também reúne um acervo fotográfico sobre fenómenos vulcânicos.
- Casa Eco-Museu Dr. Marcelino Moules, na freguesia das Cinco Ribeiras, é constituída por três nuclos: a atafona  (moinho manual ou puxado a cavalo; o palheiro, adaptado a cozinha e bar de apoio, e a casa de moradia com três corpos: a cozinha, com forno de coser pão, amassaria, talhão, vaza em pedra, meãs e cadeiras, escarparate, louças tradicionais várias, celha, etc.

O meio da casa – separado dos restantes espaços por frontais de madeira, com capoeira em cantaria, estrado e mobiliário popular e quarto de cama comas mobílias apropriadas. Apresenta ainda um sótão tradicional.
Tem ainda um pátio exterior, um curral de porco e uma rua para galinhas.
- Centro Cultural e de Congressos de Angra do Heroísmo
- Instituto Açoriano de Cultura
- Observatório do Ambiente dos Açores
- Universidade dos Açores
- Instituto Histórico da Ilha Terceira

## Geografia
Angra do Heroísmo, encontra-se protegida a Norte pela serra do Morião e a Sul pelo Monte Brasil. A Nascente eleva-se a serra da Ribeirinha que alberga a freguesia do mesmo nome. A Poente estende-se uma paisagem costeira que desce suavemente desde a serra de Santa Bárbara, esta sempre presente na paisagem, formando pequenas baías e enseadas.
A economia da região assenta na pecuária (indústria de carne e lacticínios) e agricultura.

### Limites da cidade
Os limites da cidade de Angra do Heroísmo foram fixados pelo Decreto n.º 45854, de 5 de Agosto de 1964, cujo artigo único estabelece o seguinte:
Os limites da cidade de Angra do Heroísmo são definidos por uma linha poligonal que, partindo do mar, num ponto a cerca de 40 m a oeste do cais da Silveira, segue, em recta, na direcção norte, durante 560 m, até atingir o Caminho da Penha de França; inflecte para leste, com um ângulo de 150 grados, e prossegue, em recta, durante 220 m, até atingir a estrada municipal n.º 7 (Caminho de Cima); continua, sensivelmente na mesma direcção, à distância de 50 m a norte do eixo do Caminho das Figueiras Pretas (estrada municipal n.º 5), durante cerca de 720 m, até atingir a Ladeira Branca (estrada municipal n.º 6); daqui inflecte para sueste, com um ângulo de 140 grados, e segue, em recta, durante 400 m; desvia-se para nordeste, com um ângulo de 318 grados, e segue, em recta, durante 160 m; toma a orientação norte, com um ângulo de 233 grados, e segue, em recta, durante 160 m, até atingir a central hidroeléctrica de S. João de Deus; inflecte sensivelmente para nordeste, com um ângulo de 140 grados, e segue, em recta, durante 390 m, até atingir o quilómetro 1,345 da estrada nacional 2-1.ª (Ponta do Muro); prossegue desviando-se para leste, com um ângulo de 185 grados, e continua, em recta, durante 320 m; inflecte depois para sul, com um ângulo de 100 grados, e segue, em recta, durante 160 m, englobando todo o cemitério da Conceição; daqui inflecte para sueste, com um ângulo de 258 grados, prosseguindo, em recta, 400 m, até atingir a Ladeira de S. Bento (estrada municipal n.º 3), no ponto que dista sensivelmente 220 m do cunhal norte da Igreja de S. Bento; inflecte entretanto para leste, com um ângulo de 220 grados, e continua, em recta, durante 240 m; segue para sul, com um ângulo de 100 grados, prosseguindo, em recta, durante 480 m, até atingir o quilómetro 1,440 da estrada nacional 1-1.ª - este (Carreirinha); inflecte para sudoeste, com um ângulo de 157 grados, e segue, em recta, durante 140 m; prossegue para noroeste, com um ângulo de 110 grados, continuando, em recta, durante 140 m; inflecte para sudoeste, com um ângulo de 295 grados, prosseguindo, em recta, durante 180 m, até atingir a Grota; desvia-se para sul, com um ângulo de 236 grados, e continua pelo leito da referida Grota, durante 200 m, até atingir o mar, na baía das Águas; deste ponto, sempre pela orla marítima e passando por fora do Castelo de S. Sebastião e do cais do porto de Pipas, segue pela baía de Angra, abrangendo toda a península do Monte Brasil; prossegue pela baía do Fanal e cais da Silveira, continuando para oeste, durante 40 m, até atingir o ponto onde se iniciou a descrição.

### Clima
O clima de Angra do Heroísmo é temperado marítimo ou oceânico, Cfb segundo a classificação climática de Köppen-Geiger, semelhante ao clima do resto do arquipélago dos Açores.
| Gráfico climático para Angra do Heroísmo                                              | Gráfico climático para Angra do Heroísmo | Gráfico climático para Angra do Heroísmo | Gráfico climático para Angra do Heroísmo | Gráfico climático para Angra do Heroísmo | Gráfico climático para Angra do Heroísmo | Gráfico climático para Angra do Heroísmo | Gráfico climático para Angra do Heroísmo | Gráfico climático para Angra do Heroísmo | Gráfico climático para Angra do Heroísmo | Gráfico climático para Angra do Heroísmo | Gráfico climático para Angra do Heroísmo |
| ------------------------------------------------------------------------------------- | ---------------------------------------- | ---------------------------------------- | ---------------------------------------- | ---------------------------------------- | ---------------------------------------- | ---------------------------------------- | ---------------------------------------- | ---------------------------------------- | ---------------------------------------- | ---------------------------------------- | ---------------------------------------- |
| J                                                                                     | F                                        | M                                        | A                                        | M                                        | J                                        | J                                        | A                                        | S                                        | O                                        | N                                        | D                                        |
| 112 16 12                                                                             | 109 16 11                                | 100 16 12                                | 85 17 12                                 | 60 19 13                                 | 49 21 16                                 | 33 24 18                                 | 57 25 19                                 | 96 24 18                                 | 120 21 16                                | 130 19 14                                | 136 17 13                                |
| Temperaturas em °C • Precipitações em mmFonte: Instituto de Meteorologia, IP Portugal |                                          |                                          |                                          |                                          |                                          |                                          |                                          |                                          |                                          |                                          |                                          |

| Dados climatológicos para Angra do Heroísmo, Açores, Portugal    | Dados climatológicos para Angra do Heroísmo, Açores, Portugal | Dados climatológicos para Angra do Heroísmo, Açores, Portugal | Dados climatológicos para Angra do Heroísmo, Açores, Portugal | Dados climatológicos para Angra do Heroísmo, Açores, Portugal | Dados climatológicos para Angra do Heroísmo, Açores, Portugal | Dados climatológicos para Angra do Heroísmo, Açores, Portugal | Dados climatológicos para Angra do Heroísmo, Açores, Portugal | Dados climatológicos para Angra do Heroísmo, Açores, Portugal | Dados climatológicos para Angra do Heroísmo, Açores, Portugal | Dados climatológicos para Angra do Heroísmo, Açores, Portugal | Dados climatológicos para Angra do Heroísmo, Açores, Portugal | Dados climatológicos para Angra do Heroísmo, Açores, Portugal | Dados climatológicos para Angra do Heroísmo, Açores, Portugal |
| Mês                                                              | Jan                                                           | Fev                                                           | Mar                                                           | Abr                                                           | Mai                                                           | Jun                                                           | Jul                                                           | Ago                                                           | Set                                                           | Out                                                           | Nov                                                           | Dez                                                           | Ano                                                           |
| ---------------------------------------------------------------- | ------------------------------------------------------------- | ------------------------------------------------------------- | ------------------------------------------------------------- | ------------------------------------------------------------- | ------------------------------------------------------------- | ------------------------------------------------------------- | ------------------------------------------------------------- | ------------------------------------------------------------- | ------------------------------------------------------------- | ------------------------------------------------------------- | ------------------------------------------------------------- | ------------------------------------------------------------- | ------------------------------------------------------------- |
| Temperatura máxima recorde (°C)                                  | 20,2                                                          | 20,2                                                          | 20,6                                                          | 21,6                                                          | 24,6                                                          | 25,7                                                          | 29,1                                                          | 29,2                                                          | 28,7                                                          | 25,9                                                          | 25,0                                                          | 21,2                                                          | 29,2                                                          |
| Temperatura máxima média (°C)                                    | 16,0                                                          | 15,8                                                          | 16,3                                                          | 17,1                                                          | 18,6                                                          | 20,9                                                          | 23,6                                                          | 24,8                                                          | 23,8                                                          | 21,2                                                          | 18,8                                                          | 17,0                                                          | 19,5                                                          |
| Temperatura mínima média (°C)                                    | 11,5                                                          | 11,1                                                          | 11,6                                                          | 12,1                                                          | 13,4                                                          | 15,5                                                          | 17,7                                                          | 18,7                                                          | 18,1                                                          | 16,1                                                          | 14,1                                                          | 12,6                                                          | 14,4                                                          |
| Temperatura mínima recorde (°C)                                  | 3,7                                                           | 4,2                                                           | 3,8                                                           | 5,7                                                           | 6,4                                                           | 10,2                                                          | 12,5                                                          | 13,7                                                          | 13,3                                                          | 10,2                                                          | 7,6                                                           | 5,5                                                           | 3,7                                                           |
| Precipitação (mm)                                                | 111,7                                                         | 108,6                                                         | 99,6                                                          | 85,2                                                          | 59,6                                                          | 48,5                                                          | 32,6                                                          | 56,9                                                          | 96,3                                                          | 120,4                                                         | 129,5                                                         | 136,3                                                         | 1 085,2                                                       |
| Fonte: Instituto de Meteorologia, IP Portugal 2 de Março de 2010 |                                                               |                                                               |                                                               |                                                               |                                                               |                                                               |                                                               |                                                               |                                                               |                                                               |                                                               |                                                               |                                                               |

## Comarca de Angra do Heroísmo

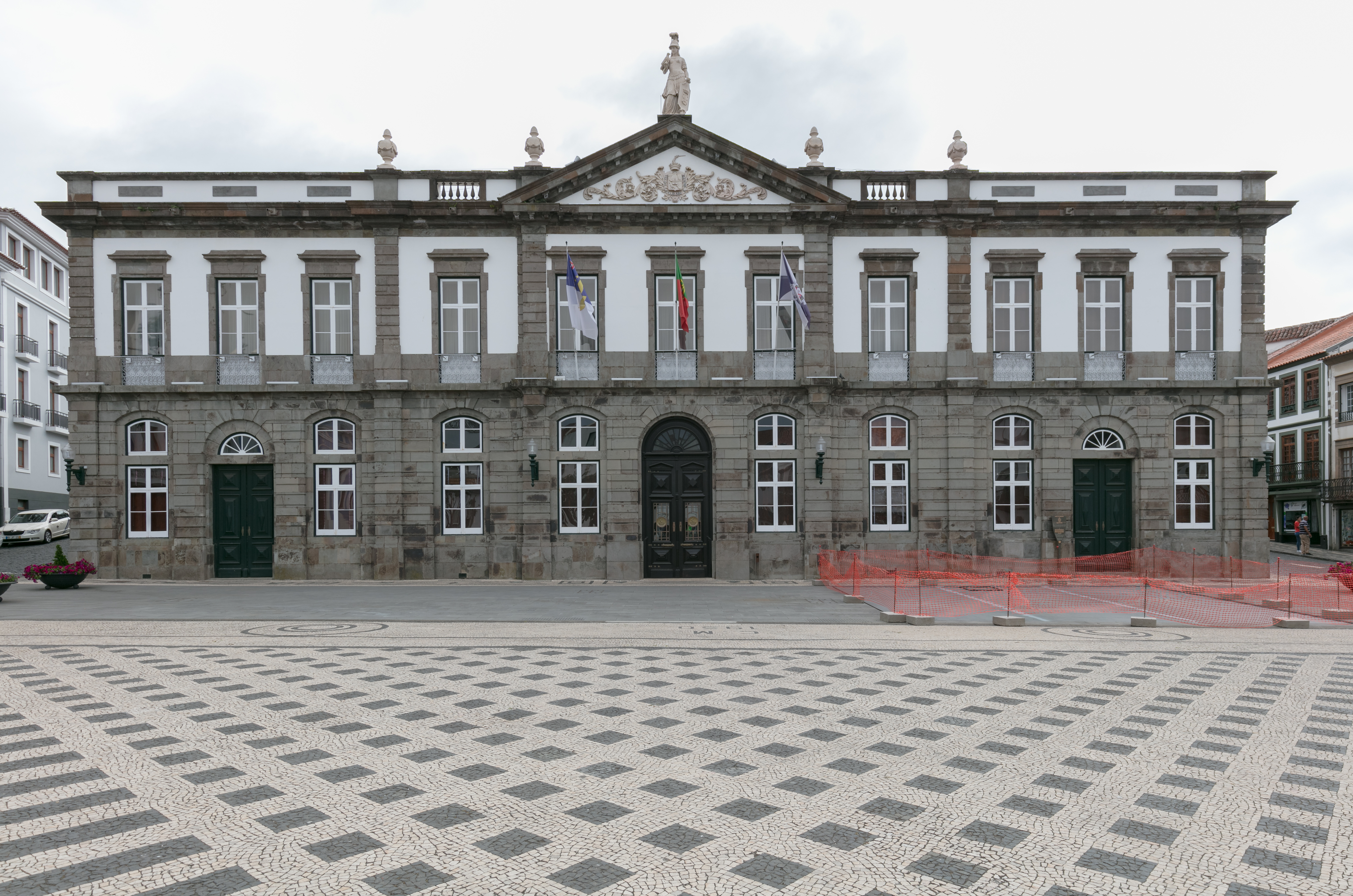
Câmara municipal.

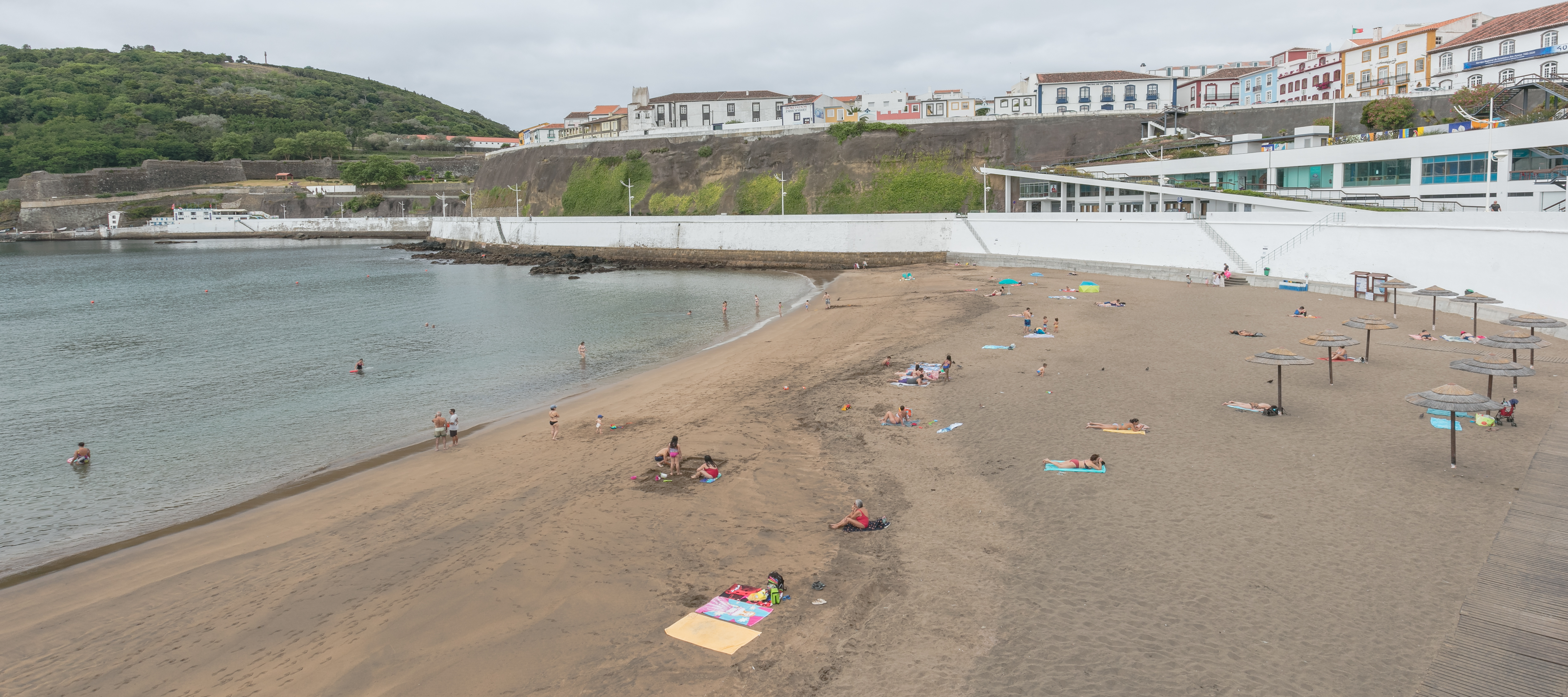
Praia de Angra do Heroísmo.

A cidade de Angra do Heroísmo foi ao longo da sua história sede de uma comarca judicial, com configuração e extensão territorial que foram variando com as sucessivas reformas judiciais. A evolução da comarca é a seguinte:
- 1820 — Quando da Revolução Liberal a comarca da Ilha Terceira era uma das 8 existentes nos Açores.
- 1830

Decreto de 27 de Março de 1830 Criou na cidade de Angra uma Junta de Justiça que funcionaria enquanto não fosse instalada a Relação dos Açores.
Decreto de 2 de Junho de 1830 Alarga a competência à Junta de Justiça.
Decreto de 30 de Junho de 1830 Cria um regime para o processo criminal; este decreto reserva um capítulo para o Ministério Público; o Procurador Régio funcionaria na Junta de Justiça; o Promotor de Justiça funcionaria junto de cada juiz territorial.
- 1832 - Decreto n.º 24 de 16 de Maio de 1832. Divide o território nacional em círculos judiciais, em cada um exercendo jurisdição um tribunal de 2.ª instância, composto de um presidente e seis juízes; o Arquipélago dos Açores fica desde logo constituindo um círculo judicial.

- 1833 - Decreto de 25 de Maio de 1833. Dá a designação de distritos aos círculos e de Relação ao tribunal de 2.ª instância.

Decreto de 28 de Junho de 1833. Divide o Arquipélago dos Açores em duas províncias, uma oriental, composta das Ilhas de S. Miguel e de Santa Maria, com capital em Ponta Delgada e outra ocidental, com capital em Angra e compreendendo as restantes ilhas; estas duas províncias formarão um Distrito Judicial com sede em Ponta Delgada.
- 1841 Decreto de 7 de Janeiro de 1841 Divide os Açores (Distrito Judicial da Relação dos Açores) em nove comarcas, distribuídas pelos três distritos administrativos. O Distrito Administrativo de Angra compreende três comarcas, a de Angra, a da Graciosa e a de S. Jorge. A comarca de Angra incluía dois julgados, um deles o de Vila Praia da Vitória.

- 1855 - Decreto de 24 de Outubro de 1855 O Distrito Administrativo de Angra compreendia três comarcas (Angra, Ilha Graciosa e Ilha de S. Jorge). A comarca de Angra tinha dois círculos de jurados (o de Angra e o de Vila Praia da Vitória) e dois julgados, o de Angra e o de Vila Praia da Vitória. Extinguiu-se o julgado de S. Sebastião.

- 1875 - Decreto de 16 de Junho de 1875 A Comarca de Angra do Heroísmo compreende cinco julgados (Altares, Conceição, Santa Bárbara, S. Sebastião e Sé).

- 1876 - Decreto de 2 de Setembro de 1876 Comarca Classificada como de 1.ª classe.

- 1895 - Decreto de 26 de Dezembro de 1895. Comarca classificada como de 1.ª classe.

- 1896 - Decreto de 6 de Agosto de 1896. A Comarca compreendia cinco distritos de juízes de paz (Altares, Conceição, Santa Bárbara, S. Sebastião e Sé).

- 1900 - Decreto de 15 de Junho de 1900 Comarca de 1.ª classe, compreendida no Distrito da Relação dos Açores (Ponta Delgada).

- 1927 - Decreto n.º 13809 de 22 de Junho de 1927 Promulgou o Estatuto Judiciário; comarca de e 2.ª classe; com Vila Praia da Vitória formava o círculo criminal n.º 67;

Decreto n.º 13917 de 9 de Julho de 1927. Com a extinção da comarca de Vila Praia da Vitória, as suas freguesias foram anexadas à de Angra do Heroísmo; comarca de 2.ª classe, compreendia entre outros o julgado de paz de Praia da Vitória; constituía o círculo criminal n.º 60.
- 1928 - Decreto n.º 15344 de 12 de Abril de 1928 Promulgou o Estatuto Judiciário; compreendia, entre outros, o julgado de paz/freguesia de Praia da Vitória; formava o círculo criminal n.º 60;

- 1933 - Decreto-Lei n.º 22779 de 29 de Junho de 1933 Introduz alterações ao Estatuto Judiciário de 1928; comarca de 2.ª classe;

- 1935 - Decreto n.º 26156 de 26 de Dezembro de 1935 Comarca de 2.ª classe.

- 1944 - Decreto-Lei n.º 33547 de 23 de Fevereiro de 1944 Promulgou o Estatuto Judiciário; comarca de 2.ª classe, compreendia o julgado municipal de Vila Praia da Vitória; constituía o círculo judicial n.º 94.

- 1962 - Decreto-Lei n.º 44278 de 14 de Abril de 1962 Aprovou o Estatuto Judiciário; comarca de 2.ª classe, integrava-se no Círculo Judicial de Ponta Delgada;

- 1973 - Decreto-Lei n.º 202/73 de 4 de Maio . Alterou o Estatuto Judiciário de 1962 e criou o Distrito Judicial de Évora. Comarca de 2.ª classe, compreendida no círculo judicial de Ponta Delgada;

- 1978 - Decreto-Lei n.º 269/78 de 1 de Setembro. Regulamento da LOTJ (lei n.º 82/77 de 6 de Dezembro). Comarca pertencente ao Círculo Judicial de Ponta Delgada, com tribunal de comarca de competência genérica e um tribunal do trabalho (para ambos dois juízes); tem dois delegados do procurador da República.

- 1988 - Decreto-Lei n.º 214/88 de 17 de Junho . Regulamento da LOTJ (lei n.º 38/87 de 23 de Setembro). É criado o Círculo Judicial de Angra do Heroísmo; extinguiu-se o tribunal do trabalho de Angra do Heroísmo; o círculo judicial, com um juiz de círculo, compreendia as comarcas de Angra do Heroísmo, Horta, Praia da Vitória, Santa Cruz das Flores, Santa Cruz da Graciosa, S. Roque do Pico e Velas; o tribunal de comarca desdobrava-se em dois juízos(es), com um procurador da República e dois delegados do procurador da República.

## Freguesias
O município de Angra do Heroísmo inclui presentemente (2016) 19 freguesias, das quais 5 estão incluídas total ou parcialmente na cidade de Angra do Heroísmo, uma é uma vila, sede de um concelho histórico extinto em 1870, e as restantes são freguesias rurais.
Freguesias citadinas
- Sé (Angra do Heroísmo) (totalmente citadina)
- Nossa Senhora da Conceição (Angra do Heroísmo) (parcialmente citadina)
- São Pedro (Angra do Heroísmo) (parcialmente citadina)
- Santa Luzia (Angra do Heroísmo) (parcialmente citadina)
- São Bento (parcialmente citadina)

Freguesias com Vila como sede
- Vila de São Sebastião (sede de concelho de 1503 a 1870)
- Vila do Porto Judeu (sede de concelho em 1502)
- São Mateus da Calheta

Freguesias suburbanas da cidade de Angra do Heroísmo
- Posto Santo
- Ribeirinha
- Terra Chã

Freguesias rurais
- Altares
- Cinco Ribeiras
- Doze Ribeiras
- Feteira
- Raminho
- Santa Bárbara
- São Bartolomeu de Regatos
- Serreta

## Personalidades ligadas ao concelho de Angra do Heroísmo
Músicos
- António da Piedade Vaz, músico militar e compositor de peças para banda militar e filarmónica;
- Manuel Augusto Gaspar, músico militar

Pedagogos
- José Francisco Alves Barbosa de Bettencourt
- Jerónimo Emiliano de Andrade

Outros
- Marquês de Angra

## Património

### Património natural
- Algar do Carvão
- Baía da Salga
- Baía das Pontas
- Baía de Angra do Heroísmo
- Baía do Refugo
- Baía dos Salgueiros (Angra do Heroísmo)
- Furna de Água
- Galerias da Feteira
- Gruta Brisa Azul
- Gruta das Agulhas
- Gruta das Cinco Ribeiras
- Gruta das Mercês
- Gruta do Natal
- Gruta do Zé Grande
- Gruta dos Ratões
- Ilhéus das Cabras
- Lagoa do Negro
- Mata da Serreta
- Monte Brasil
- Parque de Campismo das Cinco Ribeiras
- Parque Municipal do Relvão (Angra do Heroísmo)
- Ponta do Queimado
- Porto das Cinco Ribeiras
- Prainha (Angra do Heroísmo)
- Serra da Ribeirinha
- Serra de Santa Bárbara
- Serra do Morião ou da Nasce Água
- Zona Balnear do Negrito
- Zona de Protecção Especial do Ilhéu das Cabras

### Património cultural
- Centro Histórico de Angra do Heroísmo
- Cemitério das Âncoras
- Parque Arqueológico Subaquático da Baía de Angra do Heroísmo

## Heráldica

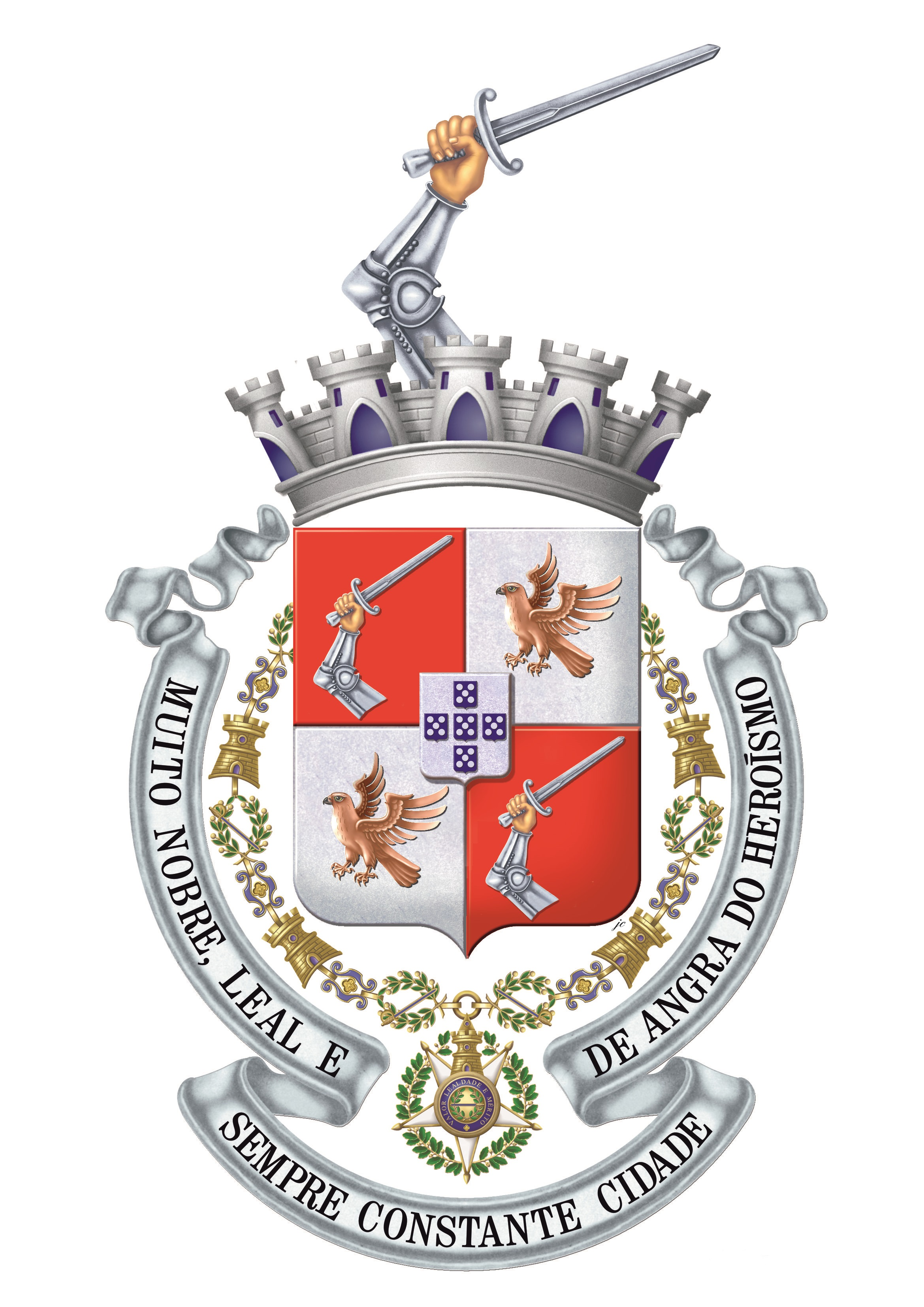
Brasão de Angra do Heroísmo usado entre 1837 e 1939 e de novo desde 2013

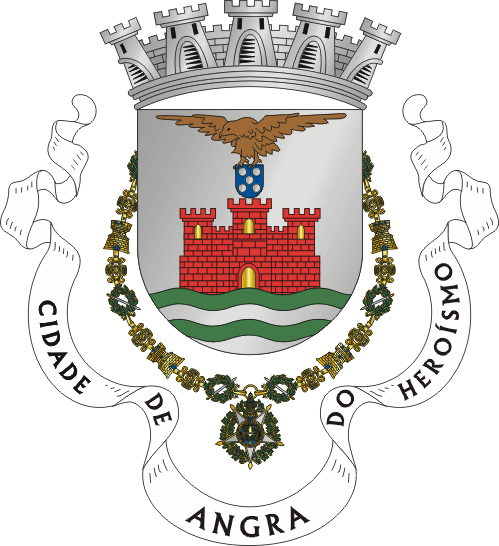
Brasão de Angra do Heroísmo usado entre 1940 e 2013

Ao longo dos séculos, o Município de Angra utilizou diferentes heráldicas. O escudo municipal inicial será, provavelmente, o que consta do brasão pintado na
ante-capa das «caixas mais importantes desta Câmara de Angra», contendo documentos de 21 de Agosto de 1534 a 10 de Outubro de 1656, que mais não é do que uma variante das armas reais. Em 1584, a Câmara de Angra usava um selo circular de 43 mm de diâmetro, tendo no centro uma cruz, com a Ordem de Cristo e na orla «Da cidade d’Angra».
Como foi comum a vários municípios açorianos, a Câmara de Angra adoptou como símbolo heráldico uma cruz de Cristo que assume a forma de cruz latina ladeada por dois açores de sua cor, voltados um para o outro, pousados junto à base da cruz, um de cada lado. Uma variante dessa heráldica apresentava os açores voantes em
vez de pousados. Essas armas estão representadas num dos vitrais que ornamentam a escadaria principal dos Paços do Concelho.
Por carta régia de 12 de janeiro de 1837, a cidade de Angra, para além de ver alterado o seu nome de «Angra» para «Angra do Heroísmo», recebeu nova heráldica, semelhante àquela que hoje usa. Essa heráldica manteve-se em uso durante todo o período da Monarquia Constitucional e da Primeira República, estando presente
em diversos locais dos Paços do Concelho e em alguns outros edifícios municipais.
Pela Portaria n.º 9395, de 7 de Dezembro de 1939, do Ministro do Interior Mário Pais de Sousa, «atendendo ao que foi solicitado pela Câmara Municipal do Concelho de Angra do Heroísmo», foi alterada a constituição heráldica das armas, bandeira e selo do município, estabelecendo-se como armas a cruz de Cristo com os dois açores anteriores a 1837. Contudo, esta heráldica não chegou a ter aplicação prática, já que, pela Portaria n.º 9525, de 14 de maio de 1940, novamente «atendendo ao que foi solicitado pela Câmara Municipal de Angra do Heroísmo», a constituição heráldica das armas, bandeira e selo do Município foram novamente alteradas. O novo armorial, que vigoraria até 21 de Agosto de 2013, tinha a seguinte composição:
```
Armas : de prata com um castelo de vermelho aberto e iluminado de ouro, assente num contra-chefe de quatro faixas, duas de verde e duas de prata. Em chefe um açor de sua cor, voante, tendo nas garras uma quina de Portugal. Coroa mural de prata de cinco torres. O escudo acompanhado lateralmente e no pé pelo colar da Ordem da Torre e Espada. Listel branco com os dizeres «Cidade de Angra do Heroísmo» de negro. Bandeira: quarteada de quatro peças de amarelo e quatro de vermelho. Cordões e borlas de ouro e de vermelho. Haste e lança douradas. Sêlo : circular, tendo ao centro as peças das armas, sem indicação dos esmaltes. Em volta, dentro de círculos concêntricos, os dizeres «Câmara Municipal de Angra do Heroísmo».
```

Em 2009 foi solicitado ao artista plástico Rui Melo a concepção e design de um logótipo da Câmara Municipal para figurar, a par com o brasão da autarquia, em toda a correspondência interna e externa do município. Essa intenção foi dada a conhecimento da edilidade a 16 de Abril, sendo que, a partir desse processo, e já no ano de 2010, foram remodeladas as salas de atendimento ao público, quer no rés-do-chão, quer no piso superior. Este logótipo seria mais tarde, no ano de 2014, substituído por outro de autoria do designer e fotógrafo António Araújo.
Assim, é de maio de 2013 que foi proposto em reunião de Câmara a restauração dos símbolos heráldicos do município de Angra do Heroísmo. Por proposta da Presidente da Câmara, datada de 30 de maio, foi decidido solicitar à Comissão de Heráldica da Associação dos Arqueólogos Portugueses o parecer sobre o restauro dos símbolos heráldicos do Município que vigoraram desde a Carta Régia de 12 de Janeiro de 1837 até à Portaria n.º 9395, de 7 de Dezembro de 1939. A Câmara Municipal concordou por unanimidade com o proposto.
A justificação da recuperação dos símbolos autárquicos fundou-se em razões históricas e com a designação da cidade de Angra «do Heroísmo». Por imposição do Estado Novo, em 1939 Angra adoptara nova simbólica de cor vermelha e amarela, que vigorara até então. Segundo os especialistas, esta heráldica concebida por um heraldista que na altura reviu os brasões de todos os municípios, não foi adotado de imediato dada a carência de conteúdo histórico. Ainda assim, vigorou até 21 de Agosto de 2013. A restauração das cores branca e azul foram comummente aceites na edilidade, além do antigo brasão. No entanto algumas vozes discordantes se levantaram na imprensa local, sobre a forma de artigos seriados. No entanto, o brasão adoptado no 30.º aniversário de elevação a Património Mundial da Zona Central de Angra do Heroísmo está presente, sob as mais diversas formas, no edifício dos Paços do Concelho: no brasão esculpido em baixo relevo em pedra, na talha da bancada da Sala das Sessões, no vitral existente no cimo da escadaria, no gesso policromado do centro do tecto do Salão Nobre e, finalmente, no frontão triangular da fachada do próprio edifício.

## Cidades-irmãs
São as seguintes as cidades irmãs de Angra do Heroísmo:
- Alenquer, Lisboa,  Portugal
- Évora, Évora,  Portugal
- Funchal, Madeira, Portugal
- Florianópolis, Santa Catarina, Brasil
- Gramado, Rio Grande do Sul, Brasil
- Salvador da Baía, Baía, Brasil
- Porto Novo, ilha de Santo Antão, Cabo Verde
- São Vicente, ilha de São Vicente, Cabo Verde
- Cartagena das Índias, Colômbia
- Jining, Shandong, China
- Gilroy, Califórnia, Estados Unidos
- Gustine, Califórnia, Estados Unidos
- Taunton, Massachusetts, Estados Unidos
- Tulare, Califórnia, Estados Unidos

## Galeria

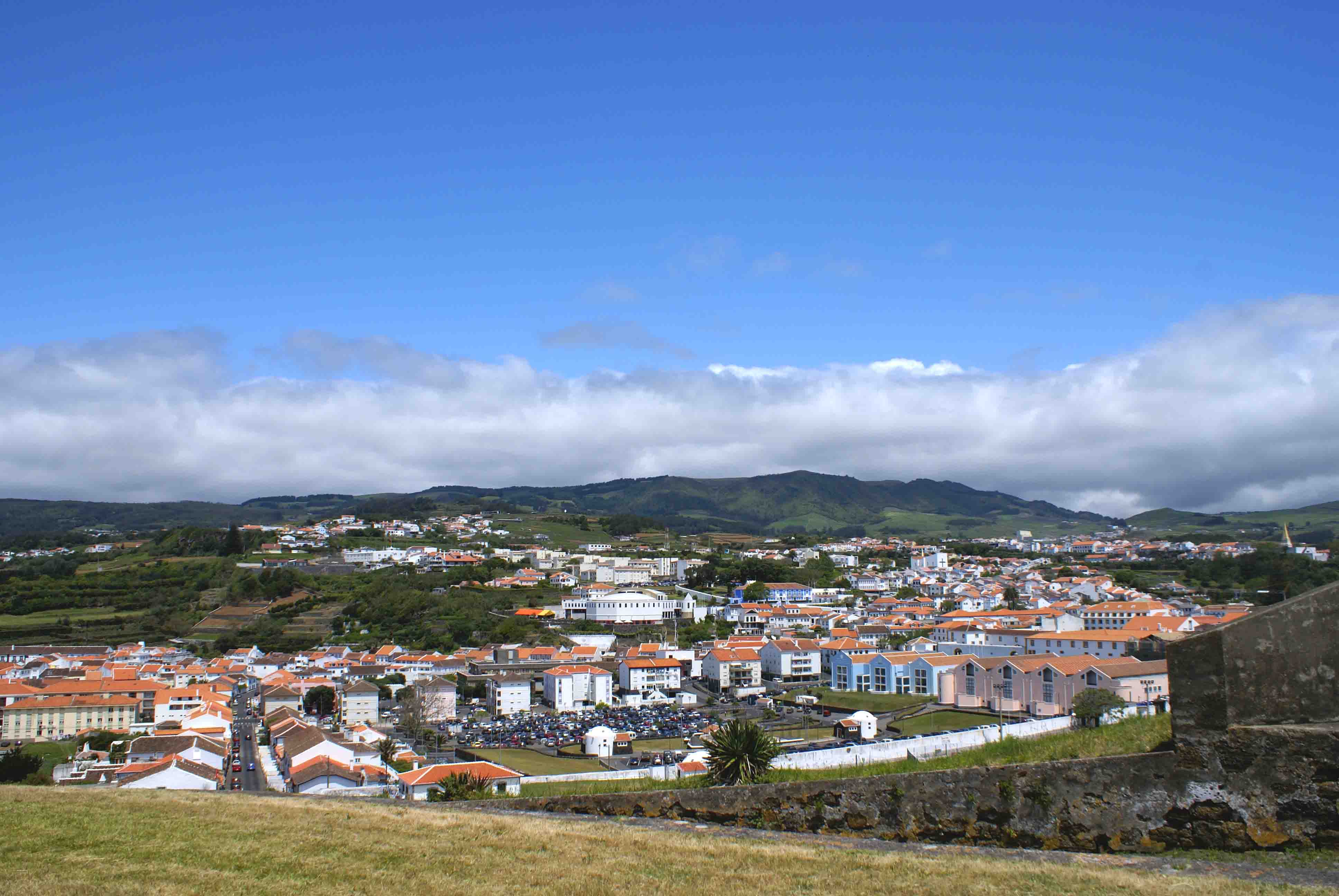
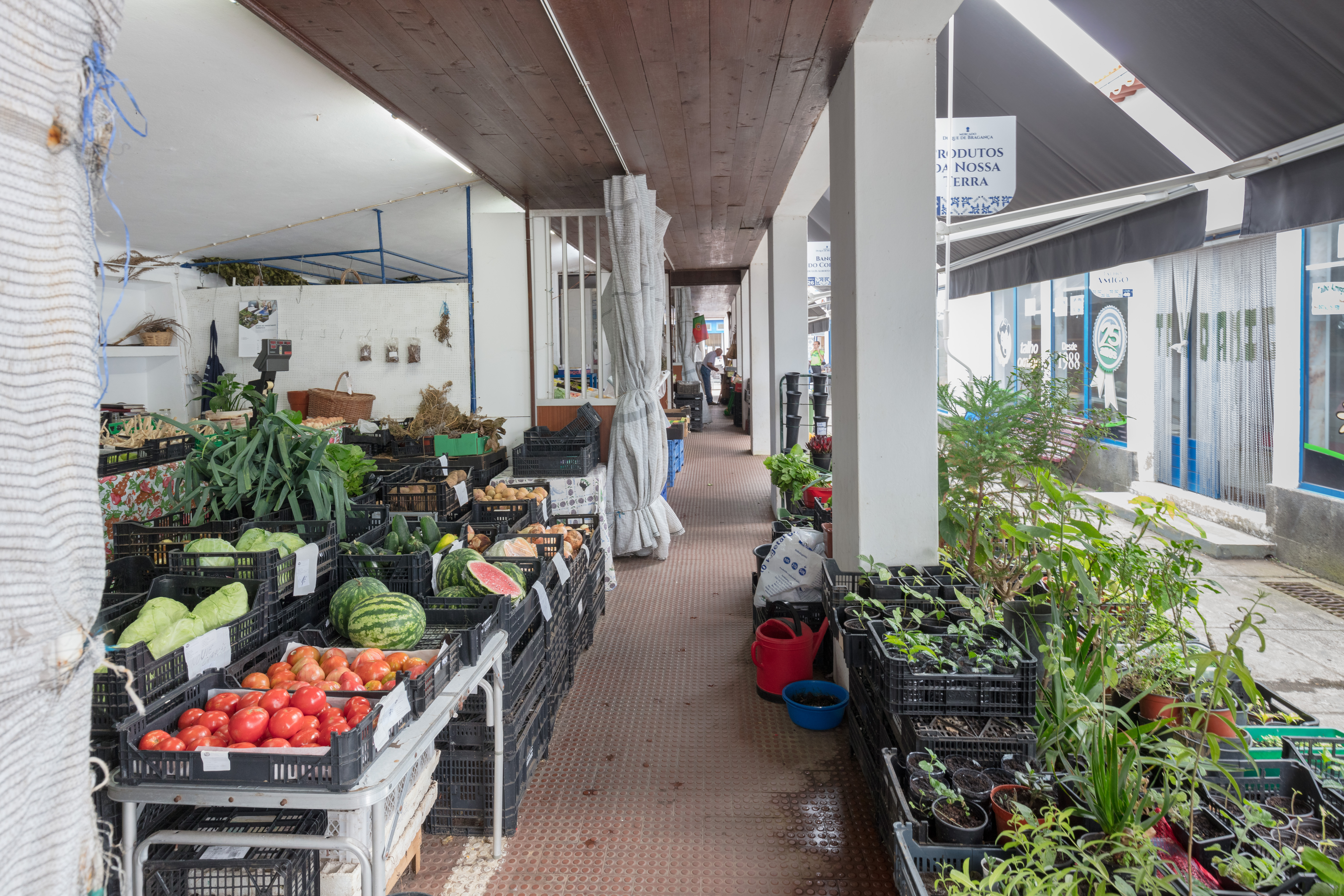
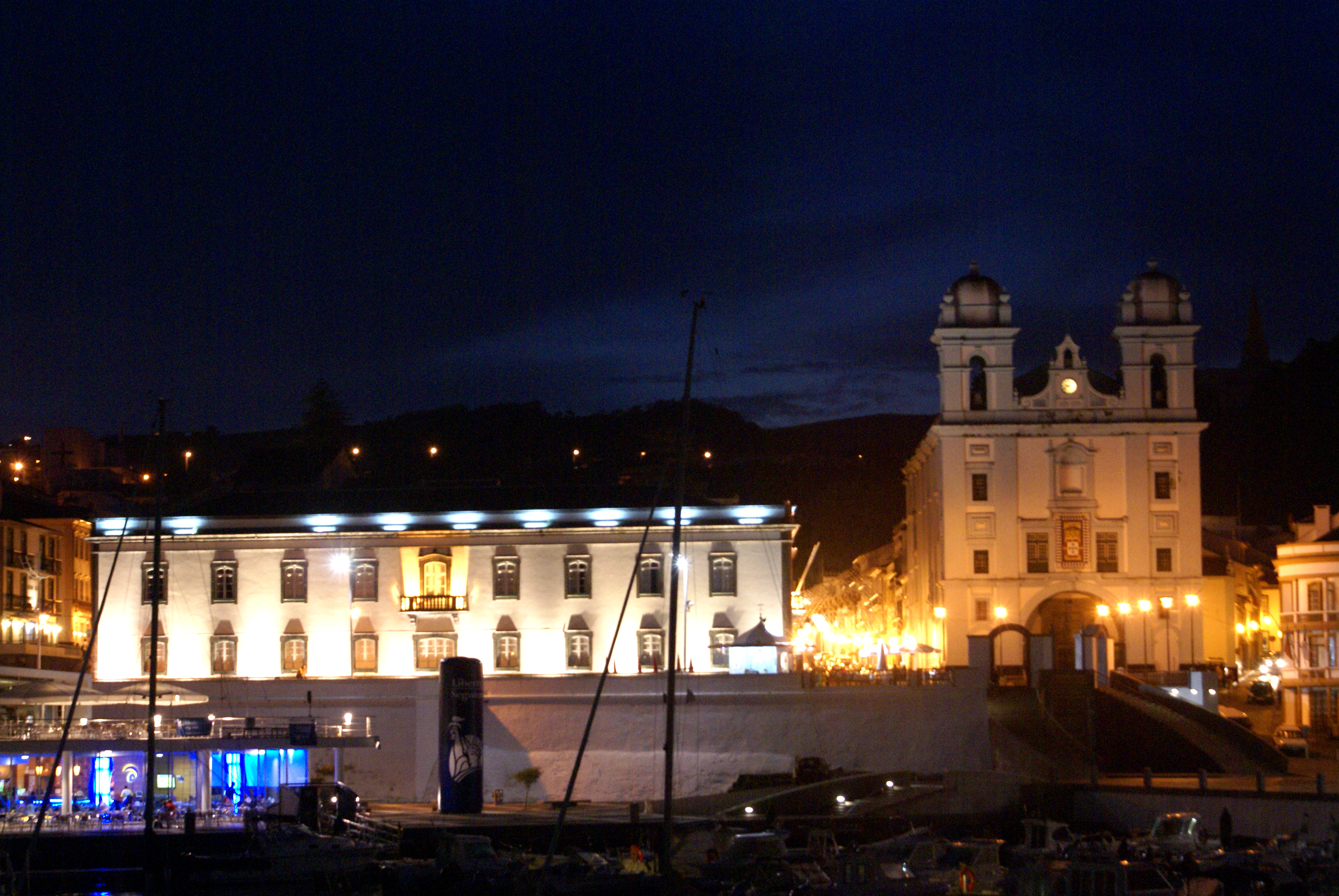
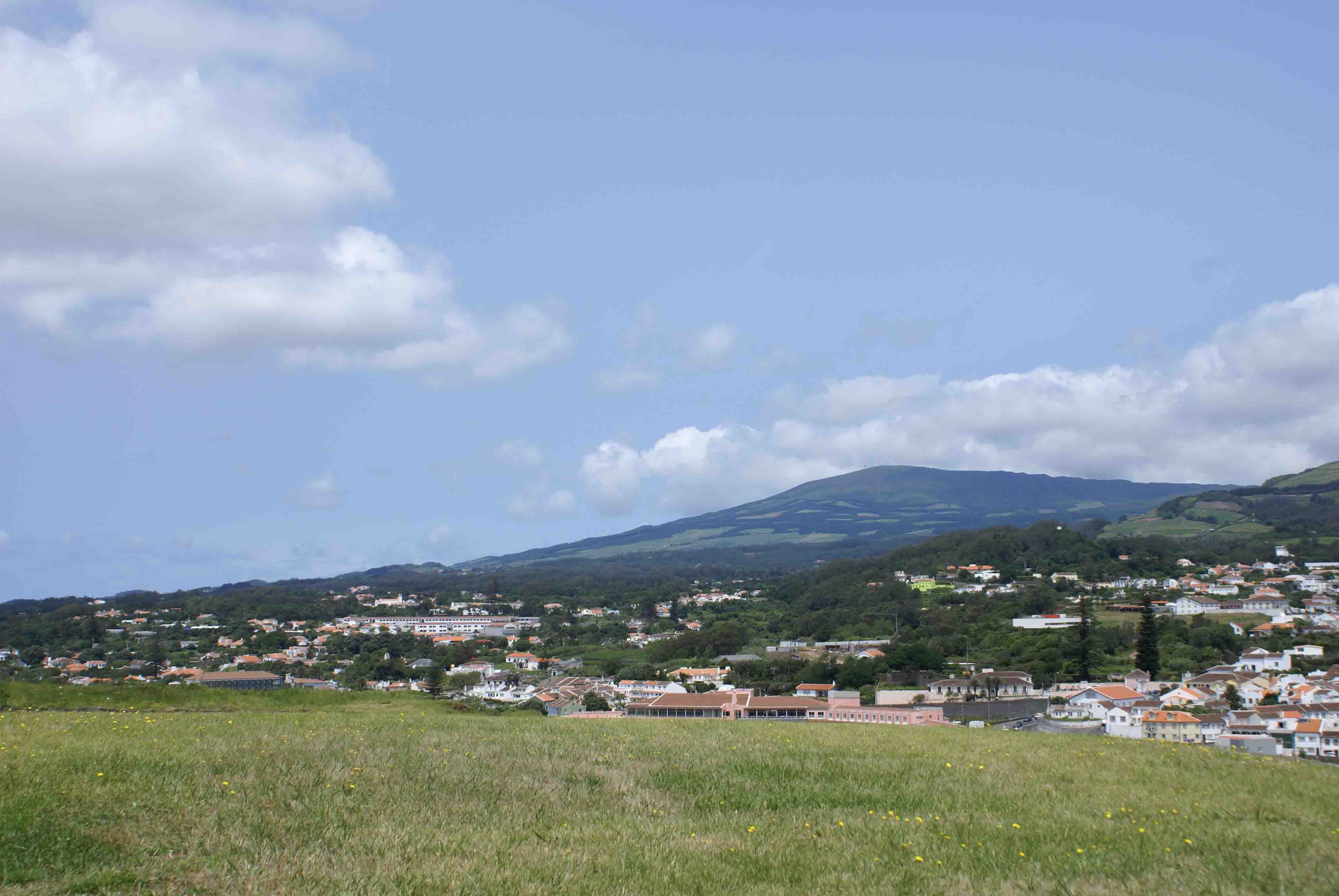
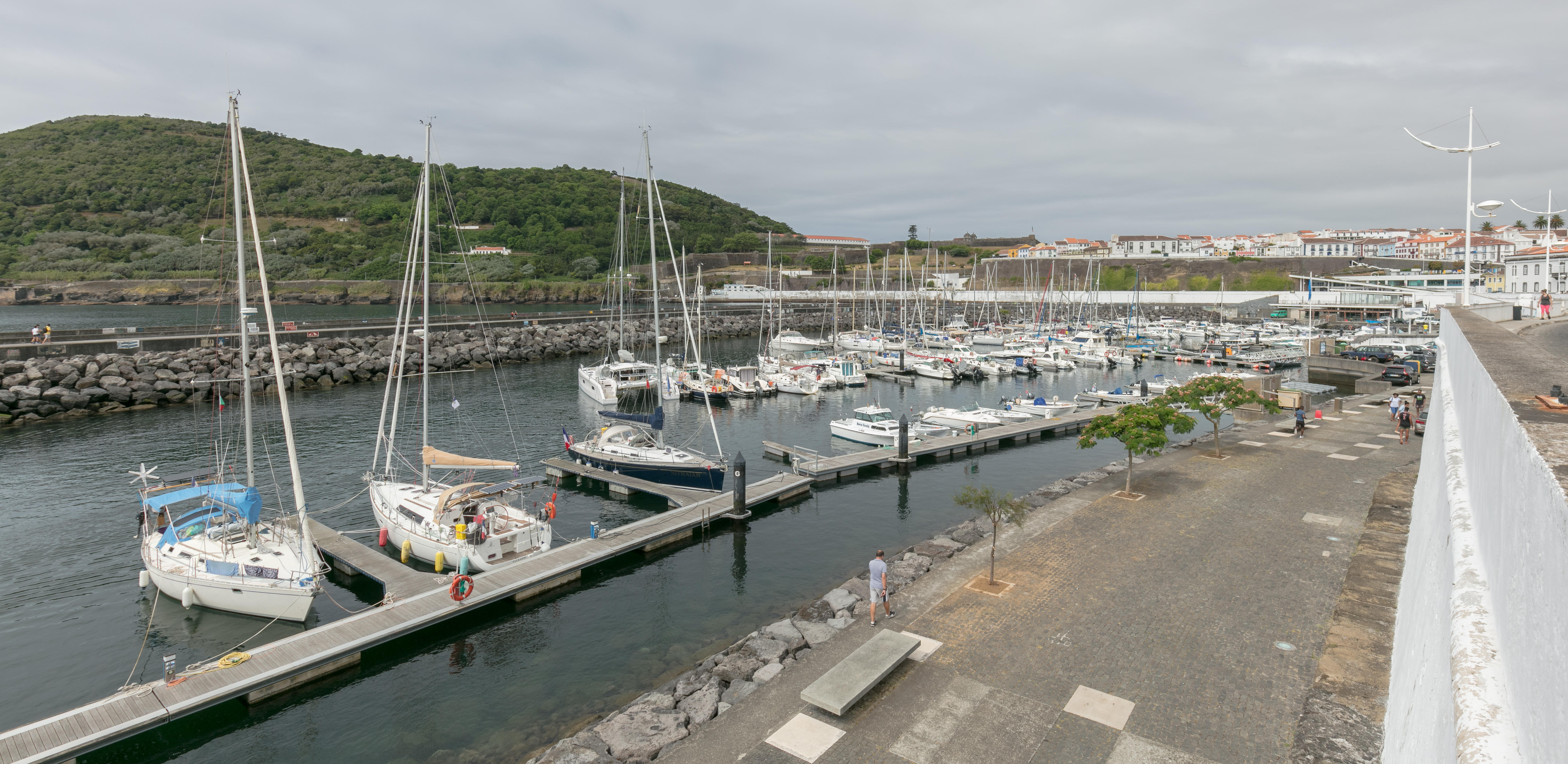
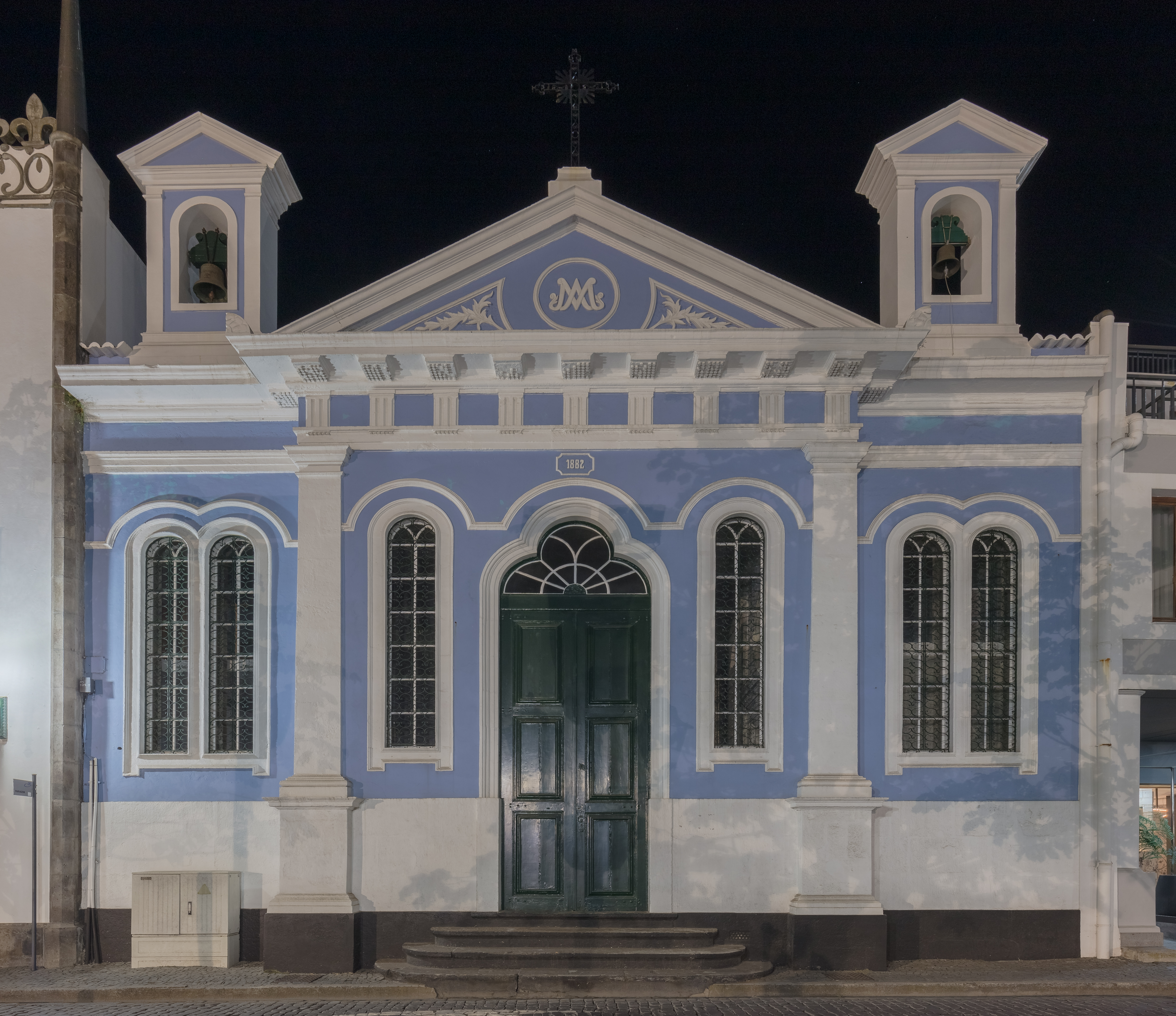
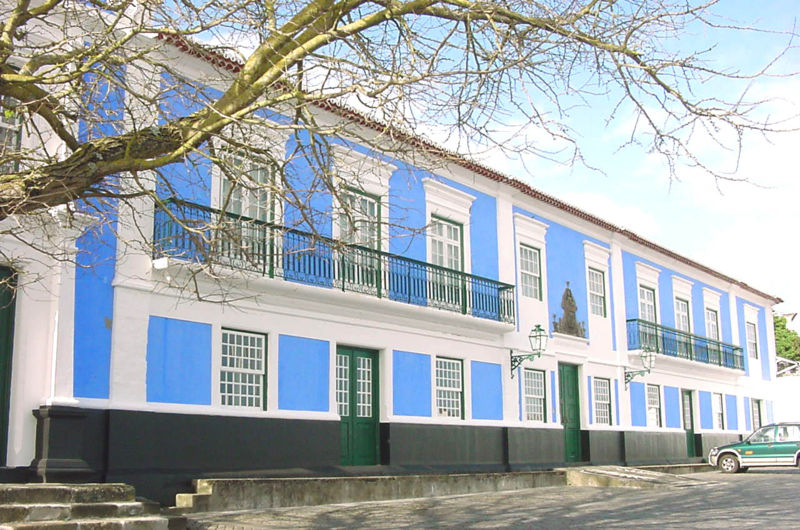
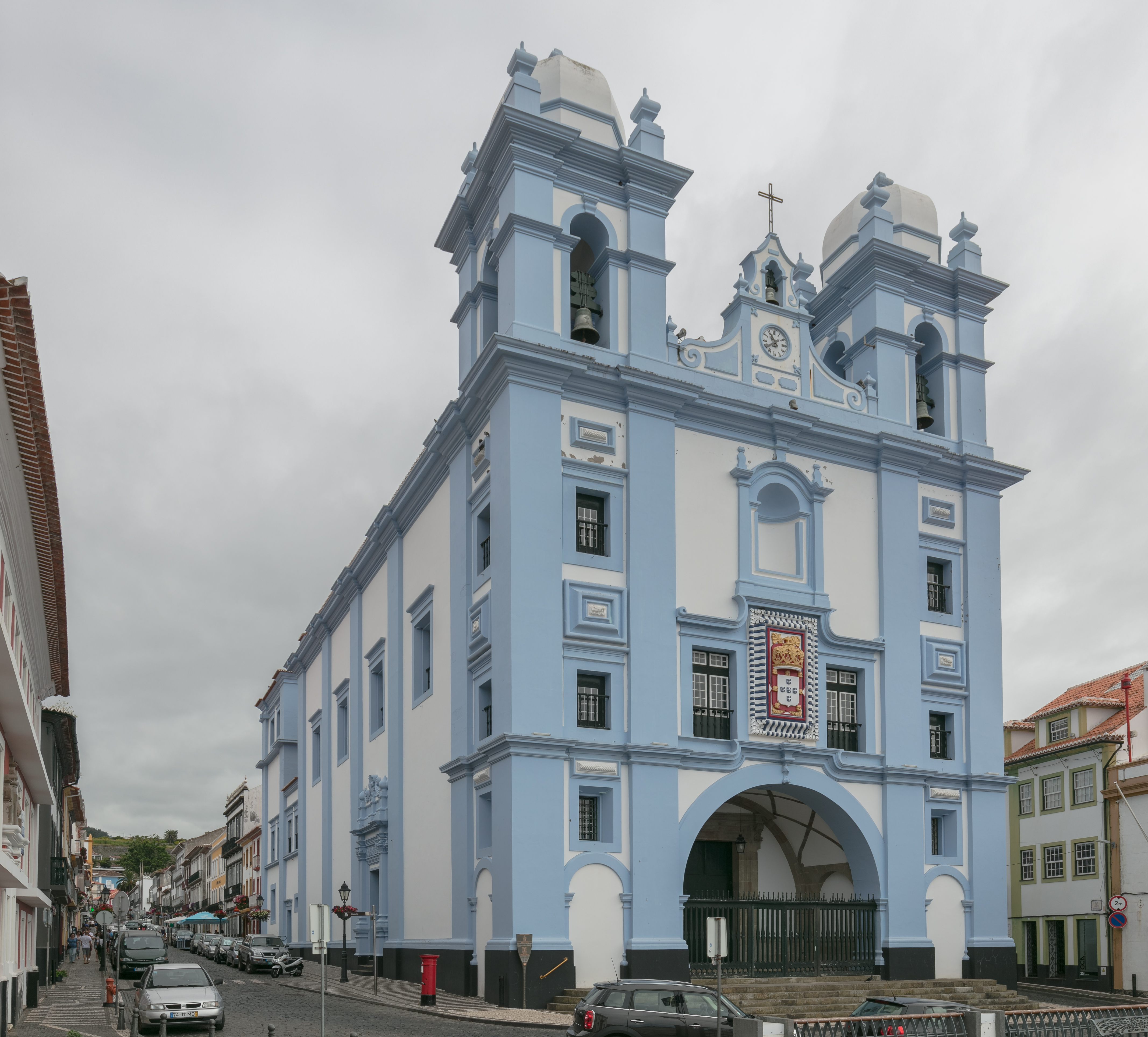
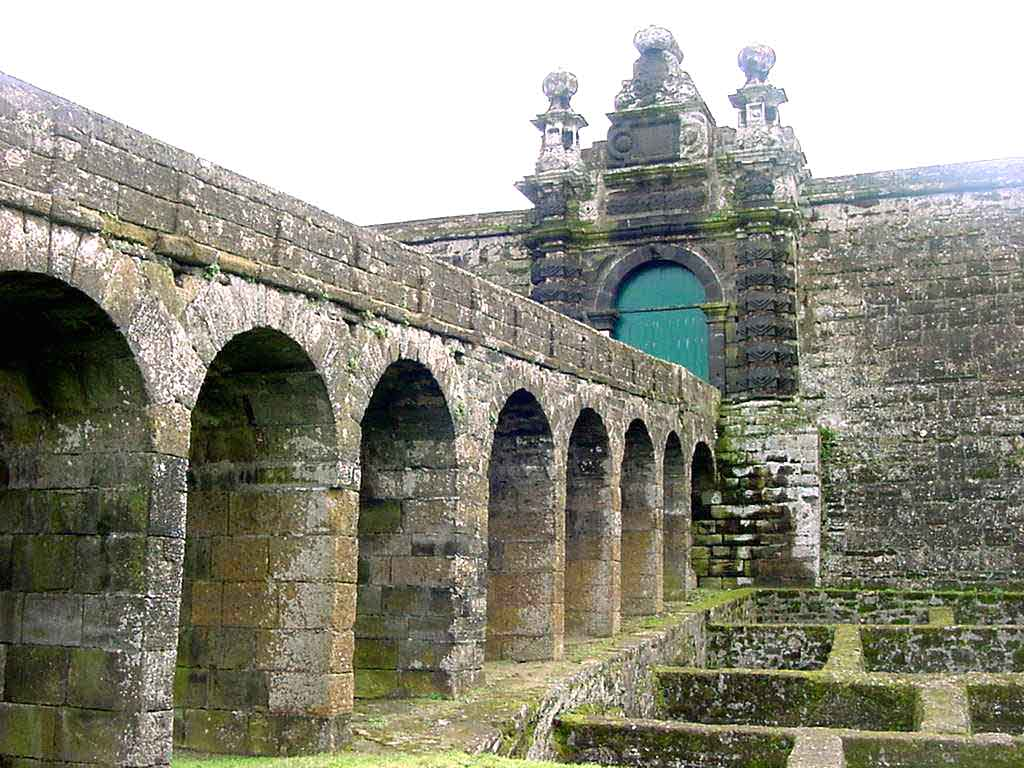